# دماغ بشري
الدِّمَاغُ البَشَرِّيُّ هو العضو المركزي للجهاز العصبي البشري، ويُشكل مع الحبل الشوكي الجهاز العصبي المركزي. يتكون الدماغ من المخ والمخيخ والجذع الدماغي. يقوم بالتحكم في معظم أنشطة الجسم، بمعالجة ودمج وتنسيق المعلومات التي يتلقاها من الأجهزة الحسيِّة، ويتخذ القرارات فيما يتعلق بالتعليمات المُرسلة إلى باقي أعضاء الجسم. يتواجد الدماغ داخل الجمجمة ومحميّ بواسطتِها.
يتكون المخ وهو الجزء الأكبر مِن دماغ الإنسان. من نصفيِّ الكرة المخيِّة يحتوي كل نصف كرة على لبّ داخلي يتكون من مادة بيضاء. وسطح بَرّانيّ -القشرة المخية- يتكون من مادة رمادية. تتكون القشرة المُخية من طبقة بارنية تُسمى القشرة الحديثة وطبقة داخلية تُسمى القشرة العريقة. تتكون القشرة المخيِّة الحديثة من سِتِّ طبقات عصبيّة، في حين تتكون القشرة العَريقة من ثلاث أو أربع طبقات فقط. ينقسم كل نصف كرة مخية إلى أربعة فصوص الفص جبهي والصدغي والفص الجداري والقَذالي. يرتبط الفص الجبهي بالوظائف التنفيذية بما في ذلك ضبط النفس والتخطيط والتفكير والتفكير المجرد، في حين أنَّ الفص القذالي مُخصص للرؤية. داخل كل فص ترتبط المناطق القشريِّةُ بوظائف محددة. على الرغم من أن نصفيّ الكرة المخيِّة الأيسر والأيمن متشابهان إلى حدٍ كبير في الشكل والوظائِف، إلا أنَّ بعض الوظائف مُرتبطة بجانب واحد، مثل اللغة في الشق الأيسر والقدرة البصرية والمكانية في الشق الأيمن. يرتبط نصفيّ الكرة المخيِّة من خلال السبُل العصبيّة صواريّة، أكبرها هو الجسم الثفني.
يرتبط المُخ بالحبل الشوكيّ بواسطة الجِذع الدماغي. يتكون جذع الدماغ من الدماغ المتوسط والجسر والنخاع المستطيل. يرتبط المُخيخ بجِذْع الدِّماغ عن طريق السويقات المُخيخيِّة. يوجد داخل المخ الجهاز البطينيّ الذي يتكون من أربعة بطينات مُترابطة تقوم بإنتاج السائل الدماغي الشوكي وتوزيعِه. يتواجد تحت القشرة المُخية العديد من البِنيات الهامة، بما في ذلك المِهاد وفوق المهاد والغُدةُ الصَّنوبريَّة وتحت المهاد والغدة النخامية والمهاد السفليّ والجهاز الحُوفِيّ، بما في ذلك اللوزة وقرن آمون والعائق والنواة المختلفة للعُقد القاعديِّة؛ بنيات الدماغ الأمامي القاعدي وثلاثة أعضاء محيطة بالبطينات. تشمل خلايا الدماغ الخلايا العصبية والخلايا الدبقية المُساعدة. هناك أكثر من 86 مليار خليّة عصبيِّة في الدماغ، وعدد متساوٍ إلى حدٍ ما من الخلايا الأخرى. يكون نشاط الدماغ ممكنًا من خلال ترابط الخلايا العصبيِّة وإطلاقها للناقلات العصبية استجابةً للنبضات العصبيّة. تَتصِل الخلايا العصبيّة لتشكيل السبُل العصبيّة والدوائر العصبيّة والشبكات الدماغيّة واسعة النطاق. جميع الدوائر مدفوعة بعملية النقل العصبيّ.
تقوم الجمجمة بحماية الدماغ وسط السائل الدماغيّ الشوكيّ، وهو معزول عن مجرى الدم بواسطة الحاجز الدموي الدماغي. ومع ذلك يظل الدماغ مُعرض للتلف والأمراض والعدوى. يمكن أنَّ يكون الضرر ناتجًا عن إصابة في الرأس، أو فُقدان إمدادات الدم المعروفة باسم السكتة الدماغية. يكون الدماغ أيضًا عُرضة للاضطرابات التنكسية مثل مرض باركنسون، والخرف بما في ذلك مرض آلزهايمر ومرض التصلب المتعدد. ويعتقد أنَّ الاضطرابات النفسية بما في ذلك الفصام والاكتئاب السريري ترتبط بخلل في وظائف الدماغ. يُمكن أنّ يُصاب الدماغ أيضًا بالأورام سواءً الحميدة منها أو الخبيثة. وهذه الأخيرة غالبًا ما تُنشأ من مواقع أخرى في الجسم.
دراسة تشريح الدماغ يسمى بعلم الأعصاب، في حين أن دراسة وظيفتها يسمى بالعلوم العصبية. تُستخدم العديدة من التقنيات لدراسة الدماغ. وقد قدمت العينات المأخوذة من الحيوانات، والتي يمكن فحصها مجهريًا الكثير من المعلومات. تقنيات التصوير الطبيّ مثل التصوير العصبي الوظيفي والتخطيط الكهربية للدماغ (EEG) مُهمة في دراسة الدماغ. وقد قدم التاريخ الطبي للأشخاص الذين يعانون من إصابات في الدماغ نظرة معمقة لوظيفة كل جزء من أجزاء الدماغ. تطورت أبحاث الدماغ مع مرور الوقت، بمراحل فلسفية وتجريبية ونظرية. قد تكون المراحل الناشئة هي محاكاة نشاط الدماغ.
في الثقافة، حاولت فلسفة العقل على مدى قرون معالجة مسألة طبيعة الوعي ومسألة العقل والجسم، كما حاول ممتهنو علم فراسة الدماغ وهو علم زائف، تحديد السمات الشخصية لمناطق من القشرة المخية في القرن التاسع عشر. في الخيال العلمي، خُيّلت عمليات زرع الدماغ، ومنها ما جاء في رواية دماغ دونوفان الصادرة عام 1942.

## بنية

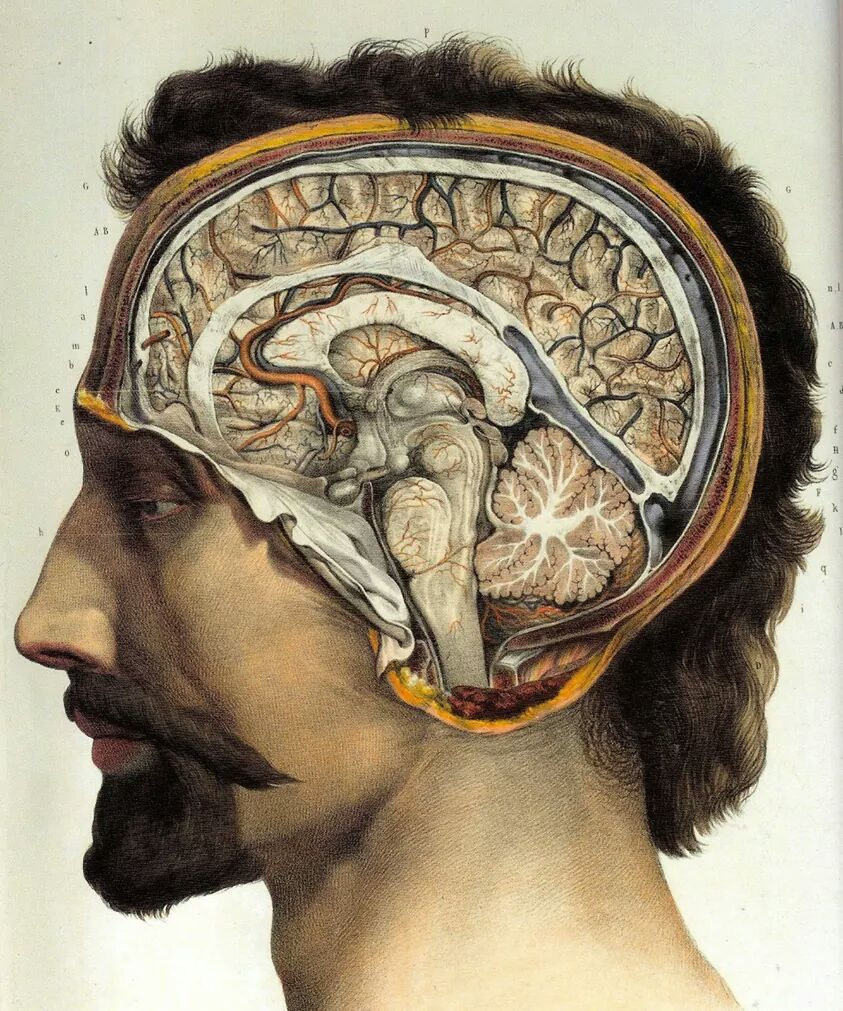
دماغ بشري (مستوى سهمي)

### التشريح الوصفي

تصوير بالرنين المغناطيسي لدماغ الإنسان

تَبلغُ كتلةُ دماغ الإنسان البالغ في المتوسط حوالي 1.2-1.4 كغ (2.6-3.1 رطل) ويشكلُ حوالي 2% من إجمالي وزن الجسم، ويبلغ حجمه حوالي 1260 سم3 عند الرجال و1130 سم3 لدى النساء. هناك تباين فردي كبير، حيث يتراوح المجال المرجعي المعياري للرجال 1,180-1,620 غرام (2.60-3.57 رطل) وبالنسبة للنساء 1,030-1,400 غرام (2.27–3.09 رطل).
يُشكل المُخ والذي يتكون مِن نصفيِّ الكرة المخيِّة الجزء الأكبر من الدماغ ويُغطي هياكل الدماغ الأخرى. أما المنطقة الخارجية من نصفيِّ الكرة المخيِّة أي القشرة المخية، هي مادة رمادية تتكون من طبقات قشرية من الخلايا العصبية. ينقسم كل نصف كرة مخيِّة إلى أربعة فصوص رئيسية؛ الفص الجبهي والفص الجداري والفص الصدغي والفص القذالي. وهنالك ثلاثة فصوص أخرى تضمّنها بعض المصادر وهي الفص المركزي، والفص الحوفي والفص الجزيري. يضم الفص المركزي التلافيف الأمامية المركزية والتلافيف الخلفية المركزية مِمَّا يجعله ضمن الفصوص الرئيسية نظرًا لكونه يُشكل دورًا وظيفيًا متميزًا.
يرتبط جذع الدماغ، الذي يشبه السويقة بالمُخ ويخرج منه في بداية منطقة الدماغ المتوسط. يشمل جذع الدماغِ الدماغَ المتوسط والجسر والنخاع المستطيل. يُوجد المخيخ خلف جذع الدماغ (باللاتينية: little brain).
يُغطى المخ وجذع الدماغ والمخيخ والحبل الشوكي بثلاثة أغشية تُسمى السحايا. وهي الأم الجافية الغشاء السميك والأم العنكبوتية الغشاء الوسطي والأم الحنون الغشاء الرقيق والأكثر حساسية. يتواجد بين الأم العنكبوتية والأم الحنون الحيز تحت العنكبوتية والصَّهاريج تحت العنكبوتيِّة التي تحتوي على السائل الدماغي الشوكي. الغشاء الأبعد للقشرة المُخية هو الغشاء القاعدي للأم الحنون المسمّى بالدبق المُحدد، وهو جزء مهم من الحاجز الدموي الدماغي. إنَّ الدماغ الحي ليّن للغاية وله قوامٌ شبيه بالهلام المشابه للتوفو الطري. تُشكِّل الطبقات القشرية المكونة من الخلايا العصبية جزءًا كبيرًا من المادة الرمادية في المُخ، في حين تُشكِّل المناطق العميقة تحت القشرية والتي تتكون من المحاور العصبية المادة البيضاء. تُشكِّل المادة البيضاء في الدماغ حوالي نصف الحجم الكلي لدماغ.

#### المخ

التلافيف الرئيسية والأثلام للسطح الجانبي للقشرة

فصوص الدماغ

المُخ هو أكبر جزء في الدماغ، ينقسم إلى نصفين نصف أيمن ونصف أيسر بواسطة أخدود عميق يُسمى بالشِقَّ الطولي وهما متماثلين تقريبًا. غير أنّه قد لوحظ عدم التناسق بين الفصوص وهو ما يُعروف باسم اللاتناظر. يرتبط نصفيّ الكرة المخيِّة بخمسة مُلتقيات تمتدُ على مستوى الشِقّ الطولي، وأكبرها هو الجسم الثفني. ينقسم كل نصف كرة إلى أربعة فصوص رئيسية، الفص الجبهي والفص الجداري والفص الصدغي والفص القذالي، سُميت بهذه الأسماء وفقًا لعظام الجمجمة التي تعلوها. يرتبط كل فص بوظيفة أو وظيفتين متخصصتين على الرغم من وجود بعض التداخلات الوظيفية في ما بينها. يُثنى السطح الخارجي للدماغ إلى انتوءات (تلافيف) وأخاديد (التلم)، والكثير منها مسماة وفقًا لموقعها، مثل التلفيف الأمامي للفص الجبهي أو التلم المركزي الذي يفصل بين المناطق الوسطى لنصفيّ الكرة المخيِّة. تُوجد العديد من الاختلافات الصغيرة في الطيات الثانوية والثالثية.
تُشكِّل القشرة المُخيّة الجزء الخارجي من المُخ، وهي تتكون من مادة رمادية مُرتبة على شكل طبقات. يبلغ سُمكها من 2 إلى 4 ملليمتر (0.079 إلى 0.157 بوصة)، ومطوية بعمق مِمَّا يُضفي عليها مظهرًا معقدًا. تحت القشرة توجد المادة البيضاء في المخ. تُعد القشرة الحديثة الجزء الأكبر من القشرة المخية، حيث تحتوي على ستة طبقات عصبية. أما ما تبقى من القشرة فهو للقشرة العريقة، والتي تتكون من ثلاث أو أربع طبقات.
تُقسم القشرة عن طريق تقسيمات تصل إلى حوالي خمسين منطقة وظيفية مختلفة تُعرف باسم باحات برودمان. تختلف هذه المناطق بشكل واضح عند رؤيتها تحت المجهر. تنقسم القشرة المخية إلى منطقتين وظيفيتين رئيسيتين، القشرة الحركية والقشرة الحسية. تحتل القشرة الحركية الأولية التي ترسل المحاور إلى الخلايا العصبيّة الحركيّة في جذع الدماغ والحبل الشوكي الجزء الخلفي من الفص الجبهي مُباشرةً أمام منطقة الغشاء. تستقبل المناطق الحسية الأولية الإشارات من الأعصاب الحسية والسبيل العصبي عن طريق النوى المهاديّة في المهاد. وتشمل المناطق الحسية الأولية القشرة البصرية في الفص القذالي، والقشرة السمعية في أجزاء من الفص الصدغي والقشرة الجزيرية والقشرة الحسية الجسدية في الفص الجداري. الأجزاء المتبقية من القشرة تُسمى بالبَاحات الترابُطِيَّة. تتلقى هذه المناطق المدخلات من المناطق الحسية والأجزاء السفلى من الدماغ وتشارك في العمليات المعرفية المعقدة مثل الإدراك والتفكير واتخاذ القرارات. تتمثل الوظائف الرئيسية للفص الجبهي في التحكم في الانتباه والتفكير والسلوك وحل المشكلات وردود الفعل الجسدية والشخصية. الفص القذالي هو أصغر فص، وتتمثل وظائفه الرئيسية في الاستقبال البصري والمعالجة البصرية المكانية والحركة والتعرف على الألوان. يُوجد الفُصيّص القذالي الأصغر في الفص المعروف باسم الإِسْفين. يتحكم الفص الصدغي في
الذكريات السمعية والبصرية، اللغة والسمع والكلام.

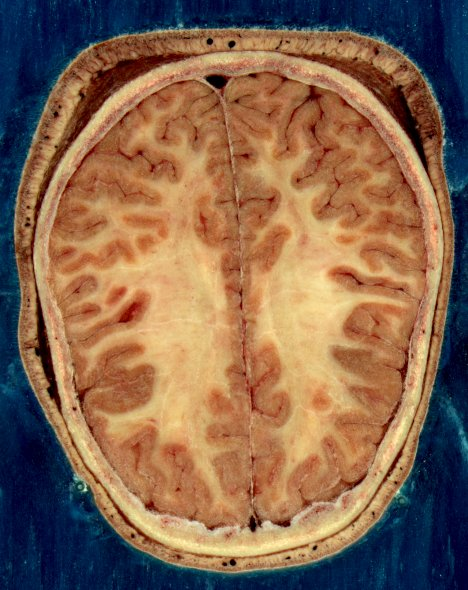
الطيات القشرية والمادة البيضاء في التقسيم الأفقي للرأس

يحتوي المخ على بُطينات يُنتج على مستواها السائل النخاعي الشوكي وتوزيعه. تحت الجسم الثفني يوجد الحاجز الشفاف، وهو غشاءٌ يفصل البطيِنين الجانبيِّين. وتحتهما يتواجد المِهاد وإلى الأمام والأسفلط يوجد تحت المهاد. يؤدي تحت المهاد إلى الغدة النخامية، في الجزء الخلفي من المهاد يوجد جذع الدماغ.
العقد القاعدية وتُسمى أيضًا النوى القاعدية، هي مجموعة من البنيات الموجودة في أعماق الكرة المخيّة تشارك في تنظيم السلوك والحركة. ويُعدُّ الجسم المخططُ أكبر عُنصرٍ فيها، بالإضافة إلى الكرةُ الشَّاحبة والمادة السوداء والنواة أسفل المهاد. ينقسم المخطط إلى مخطط بطني ومخطط ظهري، وهي أقسام فرعية تعتمد على الوظيفة والاتصالات. يتكون المخطط البطني من النواة المتكئة والحديبة الشمية في حين أن المخطط الظهري يتكون من النواة الذنبية والبَطامَة. البطامة والكرة الشاحبة تقعُ منفصلة عن البطيِنين الجانبيين والمهاد بواسطة المحفظة الغائرة، بينما تمتد النواة الذنبية حول البطينين الجانبيين على جوانبها الخارجيّة. في الجزء الأعمق من التلم الوحشي بين القشرة الجزيرية والجسم المخطَّط توجد صفيحة عصبية رقيقة تُسمى العائق.
يوجد أسفل وأمام الجسم المخطط عدد من بنيات الدماغ الأمامي القاعدي. وتشمل النواة القاعدية وشريط بروكا القطري والمادة اللامسماة والنواة الحاجزية الأنسية. هذه البنيات مهمة في إنتاج الناقل العصبي أستيل كولين، الذي يُوزّع على نطاق واسع في جميع أنحاء الدماغ. يُعتبر الدماغ الأماميّ القاعدي، ولا سيما النواة القاعدية، الناتج الكوليني الرئيسي للجهاز العصبي المركزي إلى الجسم المخطط والقشرة الحديثة.

#### المخيخ
ينقسم المخيخ إلى الفص الأمامي والفص الخلفيِّ والسويقة المُخيخيِّة الوسطى. الفص الأمامي والخلفي متصلان في مُنتصف الدودة المخيخ. بالمُقارنة مع القشرة المخيِّة، فإن المخيخ لديه قشرة خارجية أرق بكثير ومتجعدة بشكلٍ دقيق بشقوقٍ عرضيَّةٍ وملتويةٍ. يمكن رؤية الفص الثالث أي الفص الندفي من الأسفل بين الفصّين. يقع المُخيخ في الجزء الخلفي من التجويف القحفي، وتحت الفصوص القذالية، بحيث يفصل بينهما عن طريق الخيمة المخيخية وهي صفيحة من الألياف.

يرتبط المخيخ بالدماغ الأوسط للجذع الدماغي بواسطة ساقي المخيخ العُليوية، وبالجسر بواسطة ساقي المخيخ الوسطى، والنخاع بواسطة ساقي المخيخ السفلية. يتكون المخيخ من لب داخلي من المادة البيضاء وقشرة خارجية من المادة الرمادية ذات الطيات كثيفة. يبدو أن الفص الأمامي والخلفي للمخيخ يلعبان دورًا في تنسيق وسلاسة الحركات الحركيِّة المعقدة، والفص الندفي العقدي في الحفاظ على التوازن على الرغم من وجود جدل حول الوظائفه الإدراكيِّة والسلوكيِّة والحركيِّة.

#### جذع الدماغ

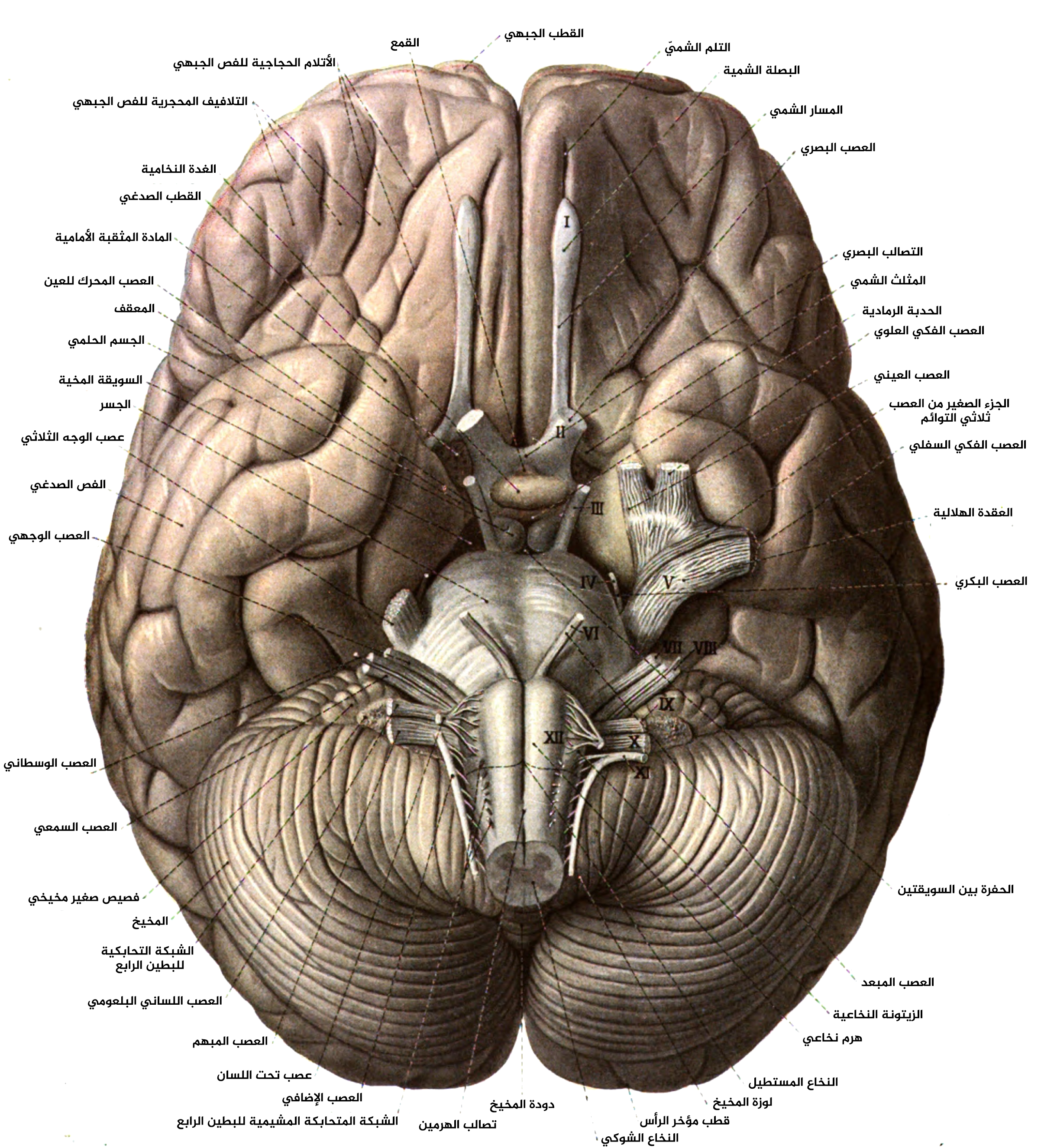
دماغ الإنسان من الأسفل.

يقعُ جذع الدماغ تحت المُخ ويتكون من الدماغ المتوسط والجسر والنخاع. يقع في الجزء الخلفيِّ للجمجمة، ويرقدُ على جزء من قاعدة الجمجمة يُعرف باسم المحدر، وينتهي عند الثُقبةُ العُظمى، وهي فتحة كبيرة في العظام القذالية. يمُرُّ جذع الدماغ منها مثل النخاع الشوكي، محميًا بالعمود الفقري.
عشرة من اثني عشر زوجًا من الأعصاب القحفية تنبثق مباشرةً من جذع الدماغ. يحتوي جذع الدماغ أيضًا على العديد من نوَى الأعصَاب القحفيّة والنوى من الأعصاب الطرفية، فضلًا عن النوى المشاركة في تنظيم العديد من العمليات الأساسية بما في ذلك التنفس والتحكم في حركات العين والتوازن. التشكُّل الشَّبكِيّ هي شبكة من نوى، موجودة داخل وعلى طول جذع الدماغ. العديد من السُبل العصبيَّة، التي تنقل المعلومات من وإلى القشرة المخيِّة إلى بقية الجسم، تمرُّ عبر جذع الدماغ.

### التشريح المجهري
يتكون الدماغ البشريّ أساسًا من الخلايا العصبية والخلايا الدبقية والخلايا الجذعيِّة العصبيَّة والأوعية الدموية. تشمل أنواع الخلايا العَصبيِّة الخلايا البينيّة والخلايا العصبية الهرمية بما في ذلك خلايا بيتز، الخلايا العصبية الحركية (الخلايا العصبية الحركية العلوية والخلايا العصبية الحركية السفلية) وخلايا بركنجي المخيخيّة. خلايا بيتز هي أكبر الخلايا (حسب حجم جسم الخلية) في الجهاز العصبيّ. يُقدَّر أن الدماغ الإنسان البالغ يحتوي على 86±8 مليار خلية عصبيِّة، مع عدد متساوٍ تقريبًا (85±10 مليار) من الخلايا غير العصبية. من بين هذه الخلايا العصبية، 16 مليار (19%) تقع في القشرة المخية و69 مليار (80%) في المُخيخ.
أنواع الخلايا الدبقية هي الخلايا النجمية (بما في ذلك خلايا بيرغمان)، الخلية الدبقية قليلة التغصن، خلايا البطانة العصبية (بما في ذلك الخلايا الممتدة)، الخلايا الدبقية شُعَاعِيّة، الخلايا الدبقية الصغيرة، ونوع فرعي من الخلايا السليفة الدبقية قليلة التغصن. الخلايا النجمية هي أكبر الخلايا الدبقية. فهي خلايا لها العديد من النواتئ التي تشع من أجسامها الخلوية. تنتهي بعض هذه النواتئ في شكل نهايات حول الأوعية الدموية على جدران الشعيرات الدموية. يتكون الدبق المُحَدِّد في القشرة من نواتئ القدم النجمية التي تعمل جزئيًا على احتواء خلايا الدماغ.
الخلايا الصارية هي خلايا دم بيضاء التي تتفاعل في الجهاز المناعي العصبي في الدماغ. تُوجد الخلايا الصارية في الجهاز العصبي المركزي في عددٍ من الهياكل بما في ذلك السحايا. فهي تتوسط الاستجابات المناعية العصبية في الحالات الالتهابة وتساعد في الحفاظ على الحاجز الدموي الدماغي، خاصةً في مناطق الدماغ التي لا يوجد فيها الحاجز. تؤدي الخلايا الصارية نفس الوظائف العامة في الجسم والجهاز العصبي المركزي، مثل إحداث أو تنظيم الاستجابات التحسُسية، والمناعة الطبيعيّة والمكتسبة والمناعة الذاتية والالتهاب. الخلايا الصارية هي الخَليَّة المُسْتَفْعِلَة الرئيسية التي يمكن من خلالها لمسببات الأمراض أن تؤثر على الإشارات الكِيمِيحَيَويّة التي تحدث بين الجهاز الهضمي والجهاز العصبي المركزي.
يُوجد حوالي 400 جينّ خاص بالدماغ. يُعَبَّر عَن ELAVL3 في جميع الخلايا العصبيّة، وعَن NRGN وREEP2 في الخلايا العصبيّة الهَرمِيَّة. يُعبر عن GAD1 -وهو ضروري للتخليق الحيوي للناقل العصبي GABA- في العصبونات البينية. البروتينات المعبّر عنها في الخلايا الدبقية تشمل واسمات الخلايا النجمية GFAP وS100B في حين يُعبّر عن البروتين المياليني القاعدي وعامل النسخ OLIG2 في الخلايا الدبقية قليلة التغصن.

#### السائل النخاعي

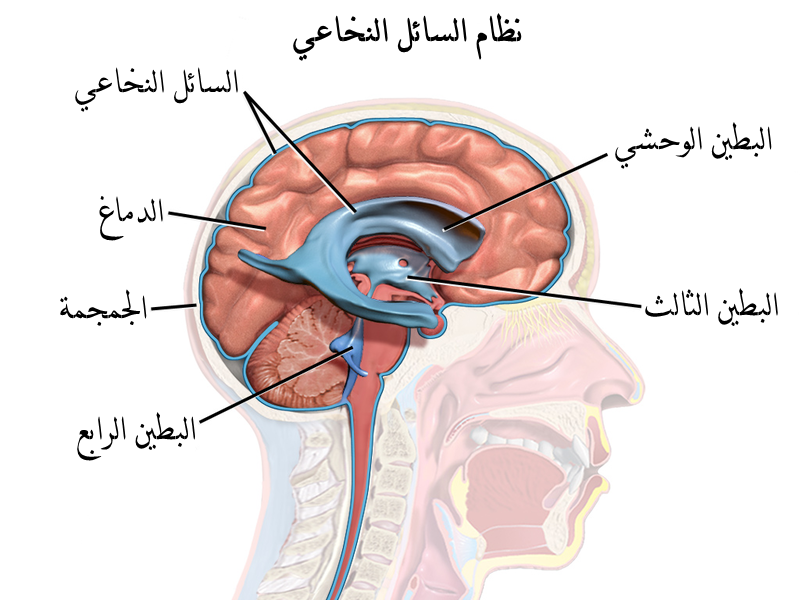
يدور السائل الدماغي النخاعي في الفراغات حول الدماغ وداخله

السائل الدماغي الشوكي أو السائل النخاعي هو سائِلٌ شفاف عديم اللون عابِر للخَلاَيا يدور حول الدماغ في الحَيِّز تحتَ العنكبوتِيَّة، وفي الجهاز البُطيني وفي القناة المركزية للحبل الشوكي. كما أنه يملأ بعض الفجوات في الحيِّز تحت العنكبوتيَّة، والمعروفة باسم الصَّهاريج تحت العنكبُوتيَّة. تحتوي البُطينات الأربعة، البطينان الجانبيّان والبطين الثالث والبطين الرابع جميعها على ضفيرة مشيمية تنتج السائل الدماغي الشوكي. يقع البطين الثالث في الخط الناصف ومرتبط بالبطينين الجانبيّين. هناك القناة واحدة، القناة سلفيوسية بين الجسر والمخيخ، تربط البطين الثالث بالبطين الرابع. تقوم ثلاث فتحات منفصلة، الفتحتين الوحشيَّتين والفتحة الوسطى، بتصريف السائل الدماغي الشوكي من البطين الرابع إلى الصهريج الكبير أحد الصهاريج الرئيسية. ومن هنا، يدور السائل الدماغي الشوكي حول الدماغ والحبل الشوكي في الحيِّز تحت العنكبوتيّة، بين الأم العنكبوتيَّة والأم الحنون. يوجد حوالي 150 مل من السائل الدماغي الشوكي مُعظمها داخل الحيز تحت العنكبوتيّة. يُجديد ويُمتصُّ باستمرار، ويُستبدل مرة كل 5 إلى 6 ساعات تقريبًا.
يُوصف الجهاز الغليمفاوي بأنّه نظام التصريف اللمفي للدماغ. يشمل السبيل الغلمفاوي على مستوى الدماغ مسارات التصريف الناتجة عن السائل الدماغي الشوكي، ومن الأوعية اللمفاوية السحاية المرتبطة بالجيوب الجافيِّة، وتسير إلى جانب الأوعية الدموية الدماغيّة. يُصرف هذا المسلك السائل الخلالي من أنسجة الدماغ.

#### إمدادات الدم

دورتان مرتبطتان بدائرة ويليس

رسم تخطيطي يوضح ملامح الأغشية الخارجية للدماغ وإمداد الأوعية الدموية

تقوم الشرايين السباتية الباطنيِّة بإمداد الدم المؤكسج إلى الجزء الأمامي من الدماغ بينما تقوم الشرايين الفقاريِّة بإمداد الدم إلى الجزء الخلفي منه. ترتبط هاتان الدورتان مع بعضها في دائرة ويليس، وهي حلقة من الشرايين المتصلة التي تقع في الصهريج بين الدِّماغ المُتوسِّط والجِسْر.
الشرايين السباتية الباطنيِّة هي فروع للشرايين السباتية العامة. تدخل الشرايين للجمجمة من خلال القناة السباتية، وتنتقل عبر الجيب الكهفي وتدخلُ الحيِّز تحت العنكبُوتيِّة. ثم تدخل دائرة ويليس بفرعين، وهما الشريانين المُخّيين الأماميين. تنتقل هذه الفروع للأمام ثم للأعلى على طول الشق الطولي، وتزوِّد الأجزاء الأماميّة والمتوسطة في الدماغ. يرتبط واحد أو أكثر من الشرايين الموصلة الأمامية الصغيرة باثنين من الشرايين المخية الأمامية بُعيد ظهورهما كفروع. تستمر الشرايين السباتية الباطنية للأمام مثل الشرايين المُخية الوسطى. تنتقل جانبيًّا على طول العظم الوتدي في محجر العين، ثم صعودًا عبر القشرة الجزيرة، حيث تنشأ الفروع النهائية، ترسل الفروع على طول الشرايين المخية الوسطى.
تظهر الشرايين الفقرية كفروع للشرايين تحت الترقوة اليسرى واليمنى. تنتقل صعودًا من خلال الثقبة المستعرضة وهي مساحات في الفقرات العنقية. يدخل كل فرع في التجويف القحفي من خلال الثُّقْبَةُ العُظْمَى على طول الجانب المقابل من النخاع. تتفرع الشرايين الفقرية إلى أحد الفروع المخيخية الثلاثة. تلتقي الشرايين الفقرية أمام الجزء الأوسط من النخاع لتشكيل الشريان القاعدي الأكبر، والذي يُرسل فروعًا متعددة لإمداد النخاع والجسر، وفرعين مخيخيين آخرين أمامي وعلوي. وأخيرًا، ينقسم الشريان القاعدي إلى شريانين مخيِّين خلفيِّين. وهي تمتد نحوى الخارج، حول ساقي المخيخ العلويين وعلى طول الجزء العلوي للخيمة المخيخيّة، حيث تنقل فروعًا لتزويد الفصوص الصدغيّة والقذاليّة. يُرسل كل شريان دماغي خلفي شريانًا صغيرًا موصلًا خلفيًا للانضمام إلى الشرايين السباتية الباطنية.

##### تصريف الدم
تقوم الأوردة المخيّة بتصريف الدم غير المؤكسج من الدماغ. يحتوي الدماغ على شبكتين رئيسيتين من الأوردة: شبكة خارجية أو سطحية، على سطح المُخ الذي يحتوي على ثلاثة فروع وشبكة داخلية. ترتبط هاتان الشبكتان عبر الأوردة المفاغرة (مترابطة). تُصرف الأوردة المخية في تجاويف أكبر من الجيوب الوريدية الجافوية التي تقع عادةً بين الأم الجافية وغطاء الجمجمة. يصرف دم المخيخ والدماغ الأوسط في الوريد المخي الكبير. الدم من النخاع وجذع الدماغ له نمط متغير للتصريف، إما في الأوردة النخاعية أو في الأوردة المُخية المجاورة.
يُصرف الدم في الجزء العميق من الدماغ، من خلال الضفيرة الوريدية في الجيب الكهفي في الجبهة، والجيب الصخري العلوي والجيب الصخري السفلي في الجانبين، والجيب السهمي السفلي في الجزء الخلفي. يُصرف الدم من سطح الدماغ إلى الجيب السهمي العلوي الكبير والذي يقع في خط الوسط فوق الدماغ. ومن هنا يختلط الدم مع دم الجيب المستقيم عند مُلتقى الجيوب.
ويصرف الدم منه أيضًا في الجيوب المُستعرضة اليمنى واليسرى. ثم تُصرف في الجيوب السينيِّة، والتي تستقبل الدم من الجيوب الكهفية والجيوب الصخرية العلوية والسفلية. يصرف السيني في الأوردة الوداجية الباطنية الكبيرة.

##### الحاجز الدموي الدماغي
تقوم الشرايين الكبيرة في جميع أنحاء الدماغ بإمداد الدم إلى الشعيرات الدمويّة الصغيرة. وهي الأوعية الدموية الأصغر في الدماغ، مبطنة بخلايا مرتبطة بموصلات محكمة، بحيث لا تتسرب السوائل إلى الداخل أو تتسرب بنفس الدرجة التي تتسرب منها في الشعيرات الدموية الأخرى؛ ممّّا يُشكل الحاجز الدموي الدماغي. تلعبُ الخلايا الحولية دورًا رئيسيًا في تكوين الوصلات المحكمة. يكون الحاجز أقل نفاذيةً للجزيئات الأكبر، لكنه يظل منفذ بالنسبة للماء وثاني أكسيد الكربون والأكسجين ومعظم المواد القابلة للذوبان في الدهون (بما في ذلك مواد التخدير والكحول). الحاجز الدموي الدماغي غير موجود في الأعضاء المحيطة بالبطينات-وهي بنيات في الدماغ قد تحتاج إلى الاستجابة للتغيرات في سوائل الجسم- مثل الغدة الصنوبرية والباحة المنخفضة، وبعض مناطق تحت المهاد. يوجد الحائل الدموي -السائل النخاعي مُشابه، والذي يؤدي نفس الغرض مثل الحاجز الدموي الدماغي، ولكنه يسهّل نقل المواد المختلفة إلى الدماغ بسبب الخصائص البنيوية المميزة بين نظاميّ الحاجزين.

## النمو

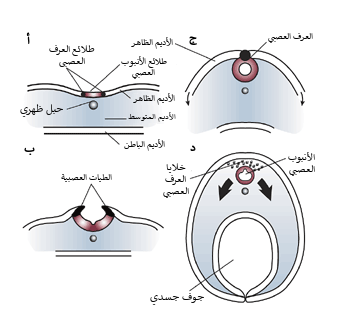
الخلايا العصبية والقشرة العصبية

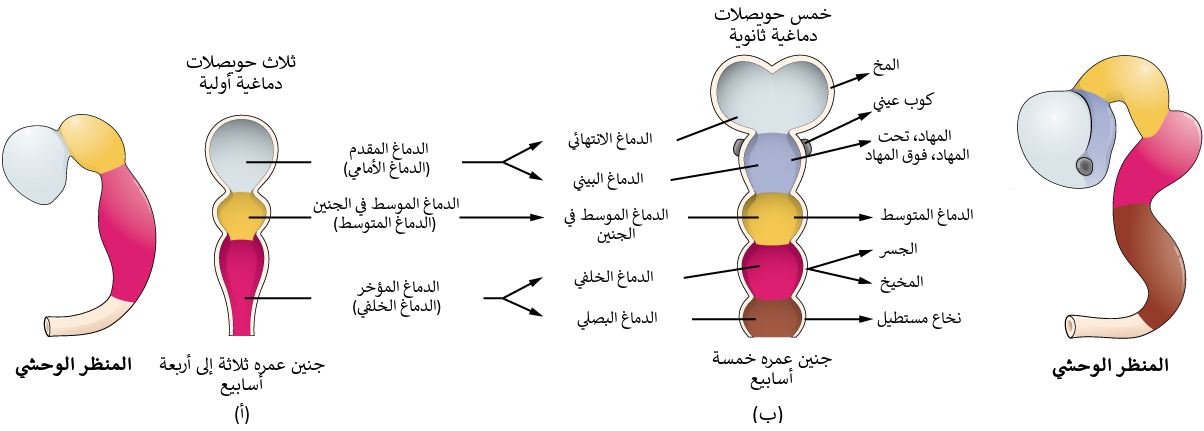
مراحل تطور الحويصلة الأولية والثانوية في عمر الجنين المبكر حتى الأسبوع الخامس

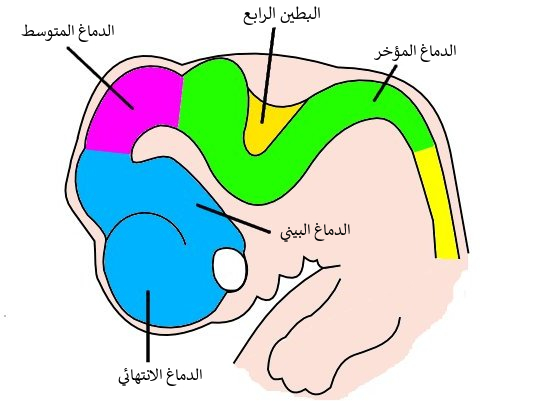
دماغ جنين بشري في الأسبوع السادس من تطوره

في بداية الأسبوع الثالث من النمو يشكل الأديم الظاهر الجنيني شريطًا سميكًا يسمى الصفيحة العصبية. بحلول الأسبوع الرابع من النمو تتسع الصفيحة العصبية لتعطي نهاية رأسية عريضة، وجزء أوسط أقل اتساعًا ونهاية ذيلية ضيقة، وتُعرف هذه الانتفاخات باسم الحُويصلاَت الدِّماغيِّة الأوَّلِيَّة وتمثل بدايات الدماغ الأمامي والدماغ المتوسط والدماغ الخلفيّ.
تملأ خلايا العُرْفُ العَصَبِيّ (المشتقة من الأديم الظاهر) الحواف الجانبيّة للصفيحة عند الطيِّات العَصبيَّة. في الأسبوع الرابع -أثناء مرحلة تكوّن الأنبوب العصبي- تقترب الطيات العصبية من الأنبوب العصبي، وتُجمع خلايا العرف العصبية في العرف العصبي. يمتدُّ العرف العصبي على طول الأنبوب مع خلايا العرف العصبية القحفية في نهاية الرأس وخلايا العرف العصبية الذنبيَّة في الذيل. تنفصل الخلايا عن العُرْفِ وتهاجر في الرأسي الذنبي (من الرأس إلى الذيل) داخل الأنبوب. تؤدِّي الخلايا الموجودة في نهاية الرأس إلى ظهور الدماغ والخلايا الموجودة في النهاية الذيلية تؤدي إلى الحبل الشوكي الحبل الشوكي.
ينثني الأنبوب أثناء نموه مكونًا نصفيّ الكرة المخيِّة على شكل هلال في الرأس. يظهر نصفي الكرة المخية لأول مرة في اليوم الثاني والثلاثين. في وقت مبكر من الأسبوع الرابع ينحني الجزء الرَّأسِيّ بحدة إلى الأمام في الانثناء الرَّأسيَّ. يُصبح هذا الجزء المَثنِيّ هو الدماغ الأمامي (الدماغ المقدم؛ ويصبح الجزء المنحني المجاور في المنتصف الدماغ المتوسط) ويصبح الجزء الذيلِيّ المنثني الدماغ المُؤخر (الدمَاغ الخَلفيّ). تتشكل هذه المناطق على شكل انتفخات تُعرف باسم الحُوَيصِلاَتُ الدِّماغِيَّة الثلاثة الأولية. في الأسبوع الخامس من النمو تتكون خمس حويصلات ثانوية في الدماغ. ينفصل الدماغ الأمامي إلى حويصلتين الدِّماغ الانتِهائِيّ الأماميّ والدِماغ البينيّ الخلفي. يؤدي الدِّماغ الانتهائِيّ إلى ظهور القشرة المُخية والعُقد القاعديَّة والبنيات ذات الصلة، في حين يؤديّ الدماغ البينيّ إلى ظهور المهاد وتحت المهاد. ينقسم الدماغ المؤخر أيضًا إلى منطقتين الدِّماغ التَّالِي والدِّماغ البصليّ. يؤدي الدماغ التالي إلى ظهور المخّيخ والجِسْر، والدماغ البصلي يؤدي إلى ظهور النخاع المستطيل. أيضًا خلال الأسبوع الخامس ينقسم الدماغ إلى تقاطيع مُتكررة تسمى قطع عصبيَّة. في الدماغ المُؤخر تُعرف هذه باسم القُسَيمٌ المُعَيَّنِيّ.
من خصائص الدماغ الطي القشري المعروُف بتشكل التلافيف. لأكثر من خمسة أشهر بقليل من النمو ما قبل الولدة تكون القشّرة ملساء، وبحلول الأسبوع الرابع والعشرين من العُمر الحمليّ يُكون التشكُّل المخدد الذي يُظهر الشقوق التي بدورها تبدأ في تحديد الفصوص الدماغيِّة بوضُوح. التخددات والطيات القشرية غير مفهومة جيدًا ولكن وجد ارتباط لتشكل التلافيف بالذكاء والاضطرابات العصبية، وقد اقّتُرِحت عددٌ من النظريات في ما يخص تشكل التلافيف.
تشمل هذه النظريات تلك التي تستند إلى الالتِواءَات الميكانيكيِّة، والتوتر المِحوريّ، والتَمدُّد العَرَضيّ التفاضُليّ. ومن الواضح أن تشكل التلافيف ليست عمليةً عشوائيةً، بل عملية معقدة محددة مسبقًا من الناحية التنموية والتي تولد أنماطًا من الطيات تكون مُتّسقة بين الأفراد ومعظم الأصناف.
أول أخدودٍ يظهر في الشهرِ الرابع هو الحُفرَة الجَانِبيِّة للمُخ. يجب أن تنثني النهاية الذيليِّة العريضة لنصف الكرة المخية في الاتجاه الأمامي لتلائمَ المساحة المحدودة، وهذا يُغطي الحفرة ويحولها إلى نتوء أكثر عمقًا تُعرف باسم التَّلَم الوَحشِيّ وهذا يحدد
الفَصِّ الصُّدغيّ.
وبحلول الشهر السادس، يتشكل أخدود آخر يفصل الفصوص الجبهية والجدارية والقذالية. يُمكن أنَّ تؤدي المورِّثة الموجودة في الجينوم البشري (ARHGAP11B) دورًا رئيسيًا في تشكل التلافيف والتدمُّغ.
- نظرة للدماغ للخط الوسط في عُمر 3 أشهر.
- باطن الدماغ في الأسبوع الخامس.
- دماغ جنين بشري في الأسبوع الرابع ونصف، يظهر الجزء الداخلي من الدماغ الأمامي.

عند الولادة يكون لدى الطفل حوالي 100 مليار خلية عصبية مثل الشخص البالغ، لكنها تكون غير متطورةٍ بعد. يزن دماغ الوليد 300 غرام، ويتضاعف وزنه خلال السنة الأولى. يستمر الدماغ في النمو بسرعة حيث تطول التغصُّونات وتتشكل الخلايا الدبقية وكذلك المايلين. يبلغ وزن دماغ الطفل البالغ من العمر خمس سنوات 95 بالمائة من وزن دماغ الشخص البالغ. وتكتمل البنية الأساسية لدماغ الطفل عند بلوغه ثلاث سنوات تقريبًا. يُمكن للطفل أن يبدأ في تسجيل الذكريات في سن الثالثة عند نمو اللوز والحُصين. تبلغ كمية المادة الرمادية ذروتها أثناء الطفولة، وبعد ذلك ينخفض حجمها مع التخلص من سُبُل الأعصاب غير الضرورية.
مع تطور قشرة الفص الجبهي لبعض الأجزاء من الدماغ بحلول سن الثلاثين تتطور معها أيضًا القدرات الإدراكية البشرية مثل القدرة على التفكير في الإجراءات والعواقب.
عادةً ما يتدهور الدماغ مع تقدم العمر. يتناقص حجم الدماغ البشري بنسبة 5 إلى 10 في المائة بين سن 20 و90. بحيث تموت الخلايا العصبية في الدماغ، وتحمل الخلايا العصبية المتبقية نبضات أبطأ من ذي قبل حيث يتحلل المايلين الذي يغطي الفروع المصدر، إلى جانب التغيرات التي تحدث في بنية الدماغ، أظهرت بعض البيانات في السنوات الأخيرة أن التدهور المعرفي مثل إبطاء عمليات التفكير ومشاكل الذاكرة لا يرجع إلى فقدان الخلايا العصبية، كما كان يعتقد سابقًا. بدلاً من ذلك، يعتقد العلماء الآن أن التغييرات المتعلقة بالوظائف مع التقدم في العمر لها علاقة أكبر بالتفاعلات الكيميائية المعقدة في الدماغ والتي تحدث بمرور الوقت.
```
من ناحية أخرى قد يكون الدماغ أيضًا قادرًا على تعويض آثار الشيخوخة بطرق مختلفة. على سبيل المثال للأشخاص في منتصف العمر تزداد كمية المايلين في الجزأين الصدغي والجبهي.
[
85
]
 يُمكن لأي شخص إبطاء شيخوخة دماغه -على سبيل المثال- عن طريق التمارين الرياضية أو النوم المنتظم أو اتباع نظام غذائي جيد، أو النشاط الذهني أو الحفاظ على انخفاض مستوى السكر (الجلوكوز) في الدم.
[
85
]
 أظهرت الدراسات أن الالتزام 
بحمية البحر الأبيض المتوسط
 تقلل من انخفاض حجم المخ لدى كبار السن.
[
87
]
 وفقًا لدراسة نُشرت في مجلة العلوم النفسية تقوى الذاكرة أكثر عندما يبدأ المرء في تعلم أشياء جديدة تتطلب الانتباه.
[
88
]
```

## الوظائف

### التحكم الحركي

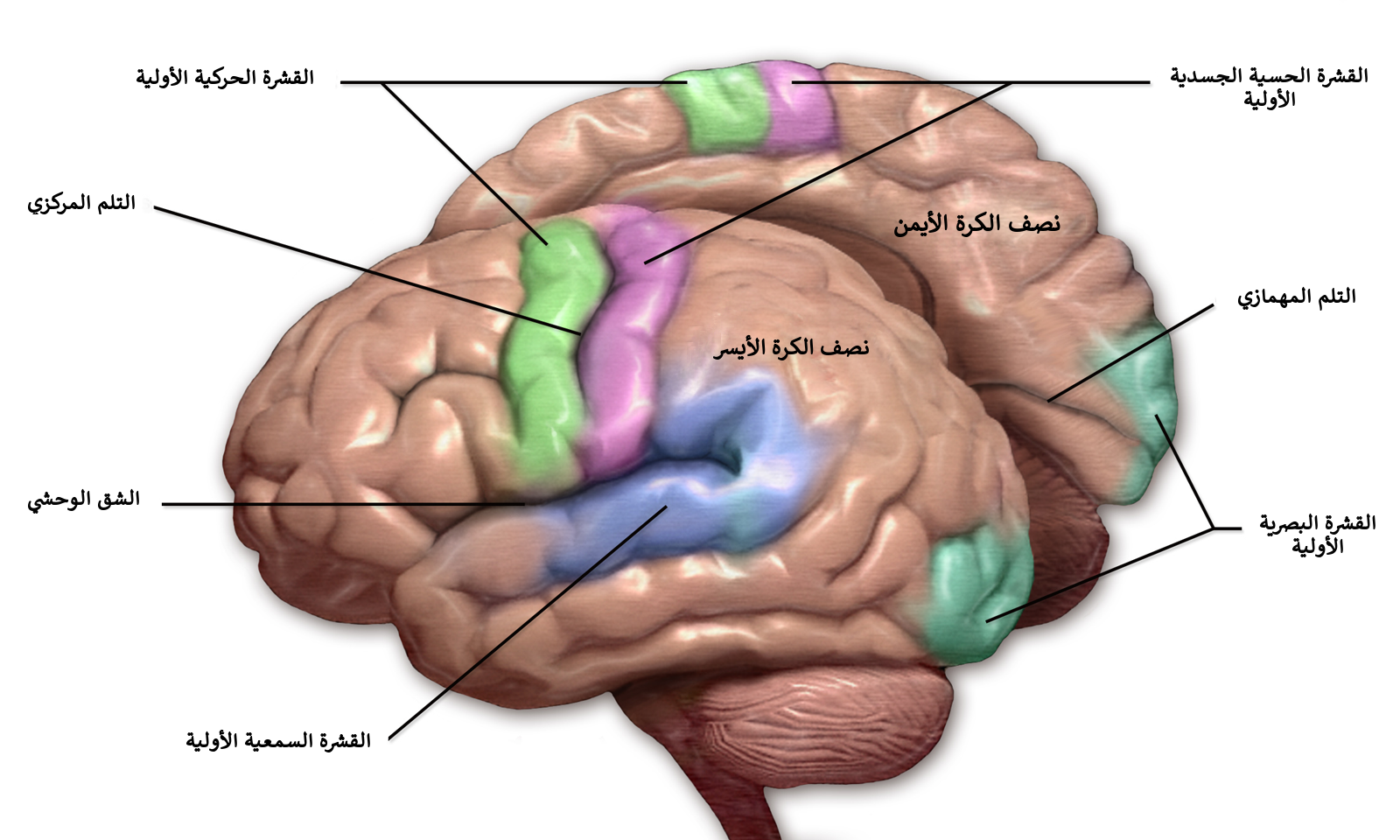
المناطق الحركية والحسية في الدماغ

يُشارك الفص الجبهي في التفْكير والتحكم الحركي والعَاطِفة واللغة. يحتوي على القشرة الحركية التي تشارك في التخطيط وتنسيق الحركة؛ قشرة الفص الجبهي المسؤولة عن الوظائف الإدراكية ذات المستوى العالي؛ ومنطقة بروكا وهي ضرورية لتَكوِين اللغة. الجهاز الحركي للدماغ هو المسؤول عن توليد الحركة والتحكم فيها. تنتقل الحركات المولَّدة من الدماغ عبر الأعصاب إلى الخلايا العصبية الحركية في الجسم، والتي تتحكم في عمل العضلات. ينقل السبيل القشري النخاعي الحركات من الدماغ، عبر النخاع الشوكي إلى الجذع والأطراف. تنقل الأعصاب القحفية الحركات المرتبطة بالعينين والفم والوجه.
تُنشأ الحركة الإجمالية –مثل التحرك وحركة الذراعين والساقين– في القشرة الحركية، وتنقسم إلى ثلاثة أجزاء: القشرة الحركية الأولية المُوجودة في التلفيف أمام المركزي ولها أقسام مخصصة لحركة أجزاء الجسم المختلفة. وتدعم هذه الحركات وتنظم من قبل منطقتين أخريين، تقعان أمام القشرة الحركيّة الأولية: القشرة أمام الحَركِيِّة والباحة الحركية الإضافية.
تُخصص لليدين والفم مساحة أكبر بكثير من أجزاء الجسم الأخرى، ممِّا يسمح بحركةٍ أدق. وقد ظهِر ذلك في أنيسين الحركة. تنتقل النبضات المولدة من القشرة الحركية على طول السَّبيل القِشْرِي النُّخاعِيّ على طول الجزء الأمامي من النخاع وعبر (تتقاطع) في أهرامات النخاع. ثم تنتقلض إلى أسفل النخاع الشوكي، حيث يتصل مُعظمها بالعصبون البيني، بدورها تتصل بالعُصبونات الحركيِّة السفليِّة داخل المادة الرمادية التي تنقل بعد ذلك النبضات إلى العضلات لتحريكها. يلعب المخيخ والعُقد القَاعِديِّة دورًا في حركات العضلات الدقيقة والمعقدة والمنسقة. تتحكم الروابط بين القشرة والعقد القاعدية في قوة العضلات ووضعية الجسم وبدء الحركة، ويشار إليها باسم النظام خارج الهرميّ.

### حسِّيّ

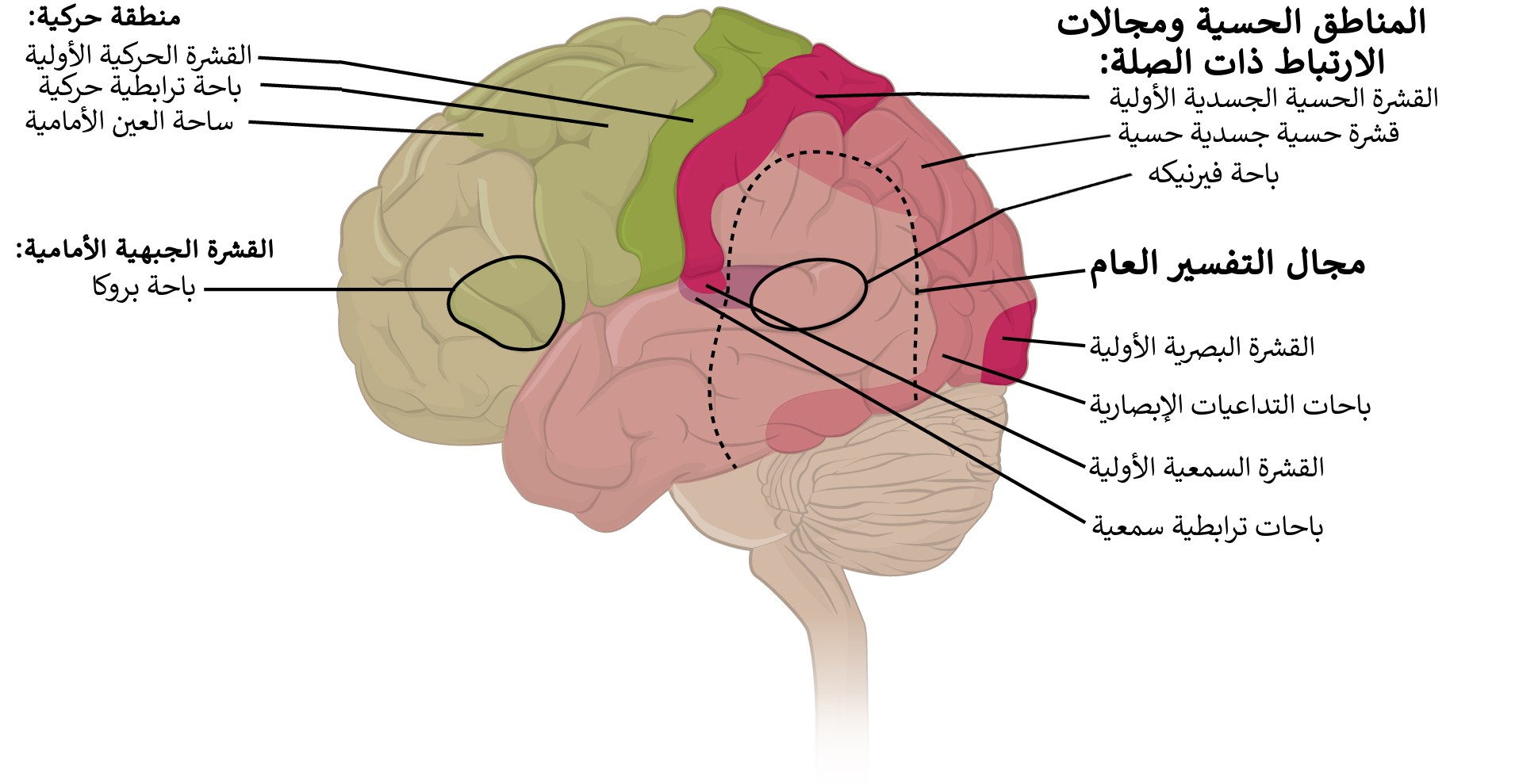
المناطق القشرية

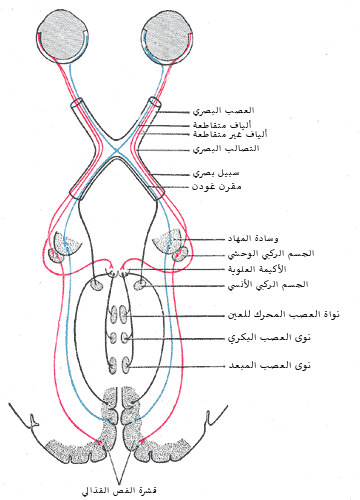
توجيه الإشارات العصبية من العينين إلى الدماغ

يُشارك الجهاز العصبي الحسي في استقبال المعلومات الحسية ومعالجتها. تُتلقى هذه المعلومات من الأعصاب القِحفِيِّة، من خلال السبُل الموجودة في النخاع الشوكي مباشرةً في مراكز الدماغ المعرضة للدم. يستقبل الدماغ أيضًا المعلومات ويفسرها من خلال الحواس الخاصة بالرؤية والشم والسمع والذوق. كما تتكامل أو تُدمج الإشارات الحركية والحسية المشتركة.
يستقبل الدماغ المعلومات حول اللمس والضغط والألم والاهتزاز ودرجة الحرارة من خلال الجلد. ويستقبل من خلال المفاصل معلومات حول وضع المفصل. تتواجد القشرة الحسيّة بالقرب من القشرة الحركيّة، وكما في القشرة الحركية، لديها مناطق ذات صلة بالإحساس في أجزاء الجسم المختلفة. يتغير الإحساس الذي يتولد من خلال المستقبلات الحسية الموجودة على مستوى الجلد إلى إشارة عصبيِّة، والتي تنتقل عبر سلسلةٍ من الخلايا العصبيِّة عبر سبُل في النخاع الشوكي. يحتوي العمود الظهري- مسار الفتيل الوسطيّ على معلومات حول اللمسة والاهتزاز وموضع المفاصل. ينتقل مسار الألياف صعودًا إلى الجزء الخلفي من الحبل الشوكي إلى الجزء الخلفي من النخاع، حيث تتصل بالخلايا العصبية الثانوية التي ترسل الألياف مُباشرةً عبر الخط المتوسط. ثم تنتقل هذه الألياف صعودًا إلى المعقد البطني القاعديّ في المهاد حيث تتصل مع الخلايا العصبيِّة من الدرجة الثالثة التي ترسل الألياف إلى القشرة الحسيّة. ينقل السبيل النخاعي المهادي المعلومات عن الألم ودرجة الحرارة واللمس. ينتقل مسار الألياف عبر الحبل الشوكي وتتصل بالخلايا العصبية من الدرجة الثانية في التشكل الشبكي في جذع الدماغ للألم ودرجة الحرارة، وتنتهي أيضًا في المجمع البطني القاعدي للمهاد.
تتولد الرؤية من خلال الضوء الذي يضرب شبكية العين. تقوم المُستقبلات الضوئية في شبكية العين بتحويل المخفّز الحسي للضوء إلى إشارة عصبيّة كهربائية تُرسل إلى القشرة البصرية في الفص القذالي. تغادر الإشارات البصرية الشَّبكيِّة من خلال الأعصاب البصرية.
يتولد كل من السمع والتوازن في الأذن الداخلية. ينتج عن الصوت اهتزازات العظيمات التي تمتدّ إلى العضو السمعي، ويؤدي التغيير في التوازن إلى حركة السوائل داخل الأذن الداخلية. هذا يخلق إشارة عصبية تمر عبر العصب الدهليزي القوقعي. ثم يمرُّ من خلال نواة قوقعية والمعقد الزَّيتونِيَّ العُلوِيَّ والنَّواةُ الرُّكْبِيَّةُ الإِنْسِيَّة، وأخيرًا الإشَّعاعُ السَّمعيِّ إلى القشرة السمعيِّة.
تُوَلَّدُ حاسة الشم من الخلايا المُستقبلة في ظهارة الغشاء المخاطي الشميِّ في تجويف الأنف. تمر هذه المعلومات عبر العصب الشمي الذي يدخل إلى الجمجمة من خلال جزء نافذ نسبيًا. ينتقل هذا العصب إلى الدوائر العصبية للبصلة الشمية حيث تنتقل المعلومات إلى القشرة الشميَّة. تَتَوَلَّدُ حاسة التذوق من المُستقبلات المتواجد في اللسان وتنتقل على طول الأعصاب الوجهية والأعصاب البلعومية اللسانيِّة نحْو النواة المفردة في جذع الدماغ. كما تنتقل بعض المعلومات الخاصة بالتذوق أيضًا من البلعوم إلى هذه المنطقة عبر العصب المبهم، ثم تنتقلُ المعلومات من خلال المهاد إلى القشرة الذوقية.

### التنظيم
تشمل الوظائف الذاتية للدماغ التنظيم أو التحكم الإيقاعي لمعدل ضربات القلب ومعدل التنفس، والحفاظ على التوازن الداخلي.
يتأثر ضغط الدم ومعدل ضربات القلب بالمركز المحرك الوعائي للنخاع، مما يؤدي إلى ضيق الشرايين والأوردة إلى حد ما أثناء الراحة. وذلك من خلال التأثير على الجهاز العصبي الودي والجهاز العصبي اللاودي عبر العصب المبهم. تتولد المعلومات المتعلقة بضغط الدم عن طريق مستقبلات الضغط في الأجسام الأبهرية في القوس الأبهر، وتنتقل إلى الدماغ عبر الألياف الواردة من العصب المبهم. تأتي المعلومات حول تغيرات الضغط في الجيوب السباتية من الأجسام السباتية الموجودة بالقرب من الشريان السباتي وتُمرر عبر عصب ينضم إلى العصب البلعومي. تنتقل هذه المعلومات إلى النواة المفردة في النخاع. تؤثر هذه الإشارات على المركز المحرك الوعائي لضبط انقباض الوريد والشريان وفقًا لذلك.
يتحكم الدماغ في معدل التنفس، بشكل رئيسي عن طريق مراكز التنفس في النخاع والجِسر. تتحكم مراكز الجهاز التنفسي في عملية التنفس، عن طريق توليد إشارات حركية تنتقل عبر الحبل الشوكي على طول العصب الحجابي إلى الحجاب الحاجز وعضلات التنفس الأخرى، وهو عصب مختلط ينقل المعلومات الحسية إلى المراكز. توجد أربعة مراكز تنفسية، ثلاثة منها لها وظيفة محددة بوضوح أكثر، ومركز انقطاع النفس بوظيفة أقل وضوحًا. في النخاع الشوكي، تُوَلِّد الفئات التنفسية الظهرانيِّة الرغبة في الشهيق واستقبال المعلومات الحسيِّة مباشرةً من الجسم. أيضًا في النخاع، تؤثر المجموعة التنفسية البطنانية على الزفير أثناء المجهود. في الجسر يؤثر المركز المنظم لسرعة التنفس على مدة كل نفس، ويبدو أن مركز انقطاع التَّنفس له تأثير على الاستنشاق. تستشعر المراكز التنفسية مباشرةً ثاني أكسيد الكربون وودرجة الحموضة في الدم. كما تستشعر المعلومات المتعلقة بالأكسجين وثاني أكسيد الكربون ومستويات الحموضة في الدم على جدران الشرايين في المستقبلات الكيميائية الطرفية للجسم الأبهري والسباتي. تنتقل هذه المعلومات عبر العصب المبهم والأعصاب اللسانية البلعومية إلى مراكز الجهاز التنفسي. يحفز ارتفاع ثاني أكسيد الكربون أو درجة الحموضة أو انخفاض الأكسجين مراكز التنفس. وتتأثر الرغبة في التنفس أيضًا بمستقبلات تمدد الرئة في الرئتين والتي عند تنشيطها تمنع الرئتين من الانتفاخ المفرط عن طريق نقل المعلومات إلى المراكز التنفسية عبر العصب المبهم.
يُشارك تحت المهاد في الدماغ البيني في تنظيم العديد من وظائف الجسم. منها تنظيم الغدد الصماء العصبية وتنظيم النظم اليوماوي والتحكم في الجهاز العصبي الذاتي، وكذلك تنظيم السوائل وتناول الطعام. يتحكم في النظم اليوماوي من خلال مجموعتين رئيسيتين من الخلايا في المنطقة تحت المهاد. يشمل تحت المهاد الأمامي النواة فوق التصالبة والنواة البطنية الجانبية أمام البصرية التي من خلال دورات التعبير الجيني، تولد ساعة يوماوية تقارب 24 ساعة، في اليوم اليوماويّ يتحكم النظم فوق اليومي بنمط النوم. النوم مطلب أساسي للجسم والدماغ ويسمح بإغلاق واستراحة أجهزة الجسم. وهناك أيضًا نتائج تشير إلى أن التراكم اليومي للسموم في الدماغ يُزالُ أثناء النوم. في وقت الاستيقاظ، يستهلك الدماغ خمس احتياجات الجسم الإجمالية من الطاقة. يقلل النوم بالضرورة من هذا الاستخدام ويمنح وقتًا لاستعادة الأدينوسين ثلاثي الفوسفات الموفر للطاقة. تظهر آثار الحرمان من النوم الحاجة المطلقة للنوم.
يحتوي تحت المهاد الجانبي على خلايا عصبية أوركسينر التي تتحكم في الشهية والتيقظ من خلال إسقاطاتها على نظام المنشط الشبكي الصاعد. يتحكم تحت المهاد في الغدة النخامية من خلال إطلاق الببتيدات مثل الأوكسيتوسين والفاسوبريسين وكذلك الدوبامين في البارِزَة النَّاصِفَة. من خلال الإسقاط اللاإرادي، يساهم تحت المهاد في تنظيم الوظائف مثل ضغط الدم ومعدل ضربات القلب والتنفس والتعرق وغيرها من آليات الاتزان الداخلي. يلعب تحت المهاد أيضًا دورًا في التنظيم الحرارة، وعندما يحفزه جهاز المناعة، يكون قادرًا على توليد الحمى. يتأثر تحت المهاد بالكليتين: فعندما ينخفض ضغط الدم، يحفز الرينين الذي تفرزه الكليتان الحاجة إلى الشرب. كما ينظم تحت المهاد تناول الطعام من خلال الإشارات اللاإرادية، وإفراز الهرمونات من قبل الجهاز الهضمي.

### اللغة

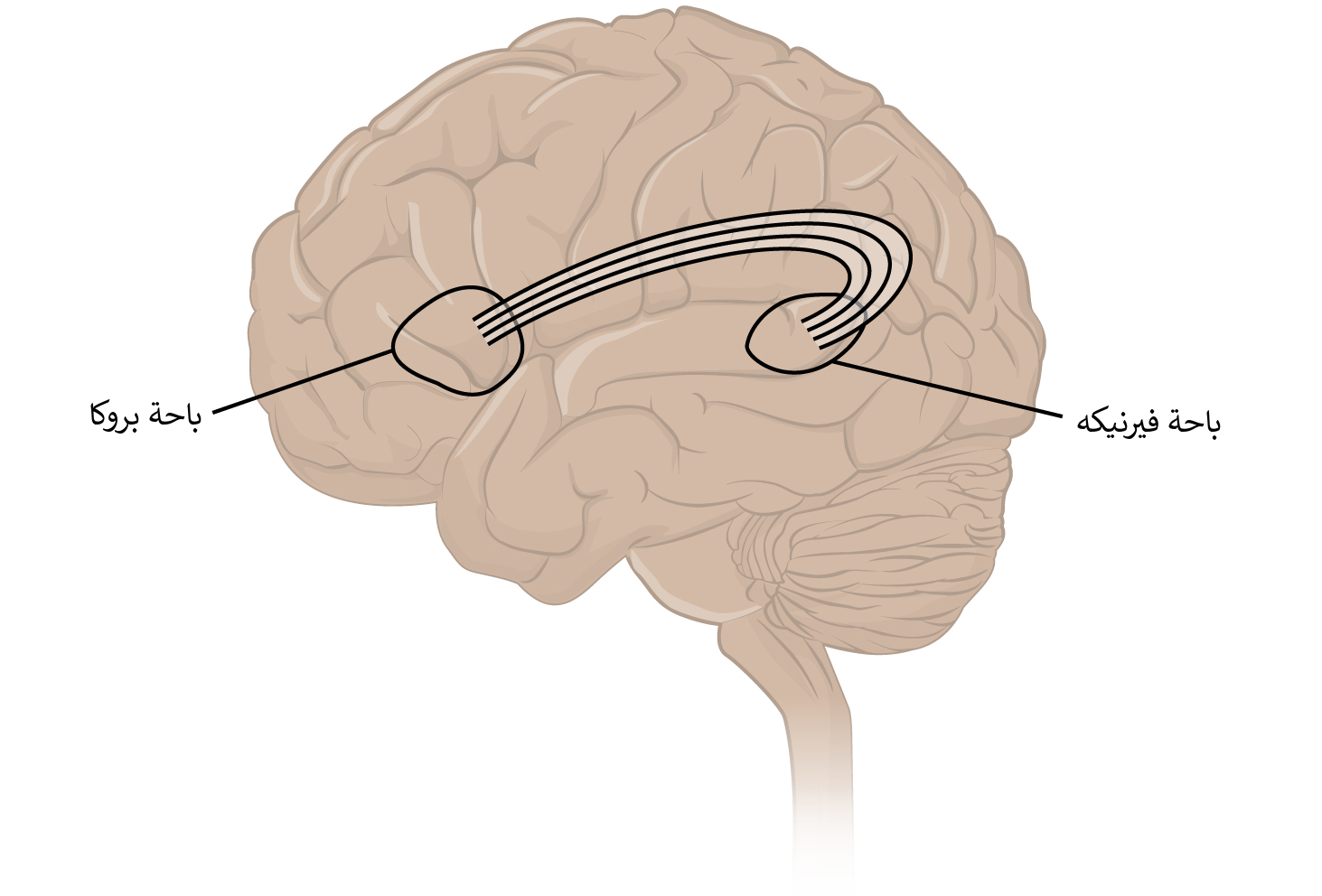
باحة بروكا وباحة فيرنيكه مرتبطة بالحزمة المقوسة.

كان يُعتقد أن وظائف اللغة تكون مُتمرّكِزة في باحة فيرنيكه وباحة بروكا، ومن المسلم به حاليًا أن شبكة أوسع من الباحات القشرية تُساهم في وظائف اللغة.
تُسمى دراسة كيفية تمثيل اللغة ومعالجتها واكتسابها من قبل الدماغ باللغويات العصبية، وهو مجال كبير متعدد التخصصات مستمدٌ من علم الأعصاب المعرفي واللغويات المعرفية وعلم اللغة النفسي.

### تطور الجَانِب
يحتوي المُخ على تنظيم معاكس حيث يتفاعل كل نصف من الدماغ بشكل أساسي مع نصف الجسم: يتفاعل الجانب الأيسر من الدماغ مع الجانب الأيمن من الجسم، والعكسُ صحيح. السبب التَنْمَويّ لهذا الانعكاس غير مؤكد حتى الآن. الوصلات الحركية من الدماغ إلى النخاع الشوكي، والوصلات الحسية من النخاع الشوكي إلى الدماغ، كلاهما تتقاطعُ في جذع الدماغ. يتبع الإدخال البصري قاعدة أكثر تعقيدًا: تلتقيّ الأعصاب البصرية القادمة من العينين معًا عند نقطة تسمى التصالب البصري، حيث تنشطر الألياف العصبية في كل عصب فيعبر نصفها إلى الجانب الآخر. ونتيجةً لذلك الوصلات من النصف الأيسر لشبكيّة العين في كلتا العينين، تنتقل إلى الجانب الأيسر من الدماغ، في حين أن الوصلات من النصف الأيمن للشبكية تنتقل إلى الجانب الأيمن من الدماغ. نظرًا لأن كلُّ نصف من شبكيِّة العين يستقبل الضوء القادم من النصف المقابل من المجال البصري، فإنّ النتيجة الوظيفية هي أن المدخلات البصرية من الجانب الأيسر تنتقل إلى الجانب الأيمن من الدماغ، والعكسُ صحيح. وهكذا، يتلقى الجانب الأيمن من الدماغ المعلومات الحسية الجسدية من الجانب الأيسر من الجسم، والمعلومات البصرية من الجانب الأيسر من المجال البصري.
الجانبين الأيمن والأيسر من الدماغ يبدوان متماثلان، لكنهما يعملان بشكل غير مُتماثل. على سبيل المثال، نظيرة المنطقة الحركية لنصف الكرة الأيسر التي تتحكم في اليد اليمنى هي منطقة نصف الكرة الأيمن التي تتحكم في اليد اليسرى. ومع ذلك، هناك العديد من الاستثناءات الهامة التي تشمل اللغة والإدراك. الفص الأمامي الأيسر هو المُتحكم في للغة. وفي حالة أُصيبت منطقة اللغة الرئيسية في النصف المخيِّ الأيسر، يُمكن أن يتسبب في فقدان القدرة على الكلام أو الفهم، في حين إذا أصيب النصف الأيمن للمخ بضررٍ معادل لا يُسبب إلا ضعفًا طفيفًا في المهارات اللغوية.
جاء جزء كبير من الفهم الحالي للتفاعلات بين نصفيِّ الكرة المخيِّة من دراسة «مرضى انشقاق الدماغ» وهم الأشخاص الذين خضعوا لعملية جراحية في الجِسْم الثفنيّ في محاولة للحد من شدة نوبات الصرع. هؤلاء المرضى لا يظهرون سلوكًا غير عادي واضحًا على الفور، ولكن في بعض الحالات يمكن أن يتصرفوا تقريبًا مثل شخصين مختلفين في نفس الجسم، حيث تقوم اليد اليمنى بفعلٍ ما ثم تقوم اليد اليسرى بالتراجع عنه. هؤلاء المرضى، عندما يُعرضون لفترة وجيزة على صورة على الجانب الأيمن من نقطة التثبيت البصري، قادرون على وصفها شفهيًا، ولكن عندما تظهر الصورة على اليسار لا يمكنهم وصفُها، ولكن قد يستطعون الإشارة بيدهم اليسرى إلى طبيعة الشيء المعروضة.

### العواطف
تُعرَّف العواطف أو المشاعر عمومًا على أنها عمليات متعددة المكونات ذات مرحلتين تتضمن الاستنباط، تليها المشاعر النفسية والتقييم والتعبير والاستجابات اللاإرادية ثم الميول للفعل. كانت محاولات تحديد مكان المشاعر في بعض مناطق الدماغ مثيرة للجدل. لم تجد بعض الأبحاث أي دليل على مواقع محددة تتوافق مع المشاعر، لكن بدلًا من ذلك وجدت أنَ الدوائر الكهربائية تُشارك في المشاعر العاطفية العامة. يبدو أن اللوزة والقشرة الجبهية المحجرية وقشرة الفص الجزيريّ الأوسط والأمامي وقشرة الفص الجبهي الجانبي، تشارك في توليد المشاعر، في حين عُثِرَ على أدلة أضعف للمنطقة السقيفية البطنية والشاحبة البطنية ونواة المتكئة في بروز حافز، غير أنّه وجد آخرون أدلة على نشاط مناطق محددة، مثل العقد القاعدية عند الشعور بالسعادة والقشرة الحزامية تحت الثفني عند الشعور بالحزن، واللوزة عند الشعور بالخوف.

### المعرفة
الدماغ هو المسؤول عن الإدراك، ويعمل من خلال العديد من العمليات والوظائف التنفيذيّة. تشمل الوظائف التنفيذية القدرة على تصفية المعلومات واستبعاد المنبهات غير ذات الصلة بالتحكم الانتباهي والتثبيط المعرفي، والقدرة على معالجة والتعامل مع المعلومات التي تحفظ في الذاكرة العاملة، والقدرة على التفكير في مفاهيم متعددة في آنٍ واحد والتبديل المهام بالمرونة المعرفية، والقدرة على كبح الدوافع والاستجابات المهيمنة مع التحكم المثبط، والقدرة على تحديد مدى ملاءمة المعلومات أو مدى ملاءمة إجراء ما. تتطلب الوظائف التنفيذية الأعلى مستوى استخدام متزامن لوظائف تنفيذية أساسية مُتعددة، وتشمل التخطيط والذكاء السائل (أي التفكير وحل المشكلات).
تلعبُ قشرة الفص الجبهي دورًا مهمًا في التوسط في الوظائف التنفيذية. يتضمن التخطيط تنشيط قشرة الفص الجبهي الظهرانيّ (DLPFC) والقشرة الحزامية الأمامية والقشرة الجبهية الأمامية الزاويّة والقشرة الجبهية الأمامية اليُمنى والتَّلفيف فوق الهَامِشِيّ. تشمل مُعالجة الذاكرة العاملة قشرة الفص الجبهي الظهراني والتَّلفيف الجَبْهِيّ السُّفْلِيّ ومناطق القشرة الجدارية. يشمل التحكم التثبيطي مناطق متعددة من قشرة الفص الجبهي، وكذلك النواة المذنبة والنواة تحت المهاد.

## فيسيولوجيا

### النقل العصبي
يُصبح نشاط الدماغ ممكنًا من خلال الترابط بين الخلايا العصبيّة المرتبطة ببعضها البعض للوصول إلى أهدافها. يتكون العصبون من جسم الخلية والمحور العصبي والتّغصّنات. غالبًا ما تكون التغصنات عبارة عن فروع واسعة تتلقى المعلومات في شكل إشارات من المحاور الطرفية للخلايا العصبيِّة الأخرى. قد تتسبب الإشارات المستقبلة في قيام العصبون ببدء جهد الفعل (إشارة كهروكيميائية أو نبضة عصبية) والتي ترسل على طول المحور العصبي إلى الطرف المحوري، للاتصال مع الزوائد الشجرية أو بجسم خليّة عصبون آخر. يبدأ جهد الفعل في الجزء الأولي من المحور العصبي، الذي يحتوي على مُركَّب متخصص من البروتينات. عندما يصل جهد الفعل إلى المحور العصبي الانتهائي، فإنه يحفز اطلاق الناقل العصبي عند التشابك العصبي الذي بدوره ينشر إشارة تؤثر في الخلية المستهدفة. تشمل هذه الناقلات العصبية الكيميائية الدوبامين والسيروتونين والغابا والغلوتامات والأستيل كولين. غابا هو الناقل العصبي الرئيسي المثبط في الدماغ، والغلوتامات هو الناقل العصبي الرئيسي الاستثاري. ترتبط الخلايا العصبية في المشابك العصبية لتشكيل مسارات عصبية ودوائر عصبية وأنظمة شبكية معقدة وكبيرة مثل شبكة الهزاء وشبكة الوضع الافتراضي، والنشاط بينهما يكون من خلال عملية النقل العصبيِّ.

### التمثيل الغذائي

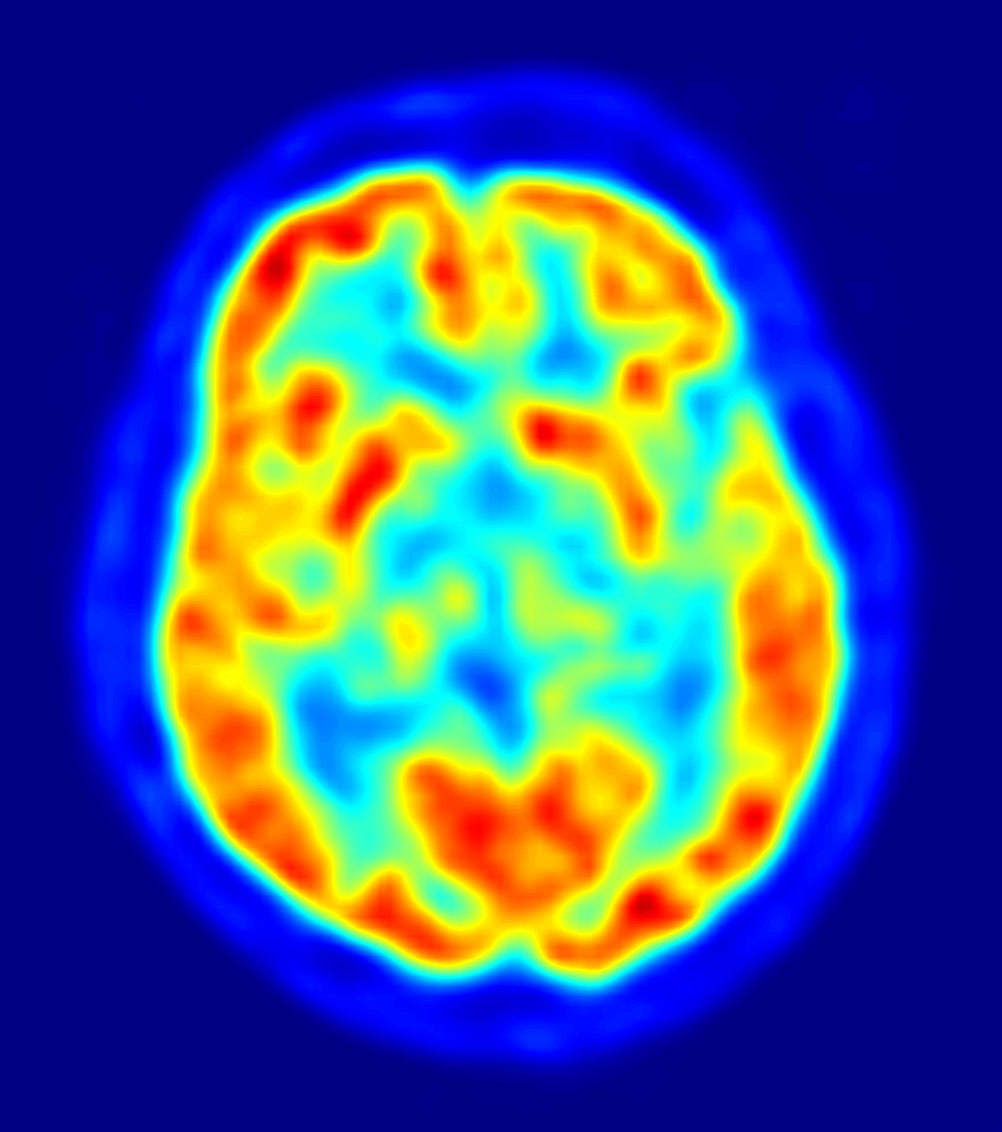
صورة مقطعية للدماغ البشري تظهر استهلاك الطاقة

يستهلك الدماغ ما يصل إلى 20% من الطاقة التي يستخدمها جسم الإنسان، أي أنه يستهلك طاقة أكثر من أي عضو آخر في الجسم. يعتبر جلوكوز الدم هو المصدر الأساسي للطاقة في مُعظم الخلايا وهو مهم لأداء الوظائف الطبيعية في عددٍ من الأنسجة بما فيها الدماغ. يستهلك دماغ الإنسان ما يقارب 60% من جلوكوز الدم لدى الأفراد الصائمين وغير الناشطين. يعتمد أيض الدماغ عادةً على جلوكوز الدم كمصدر للطاقة، ولكن خلال أوقات انخفاض الجلوكوز (مثل الصيام أو تمارين التحمل أو تناول كميات محدودة من الكربوهيدرات)، يستخدم الدماغ الأجسام الكيتونية للطاقة مع حاجة أقل للجلوكوز. يمكن للدماغ أيضًا استخدام اللاكتات أثناء ممارسة الرياضة. يخزن الدماغ الجلوكوز على شكل الجليكوجين ولكن بكميات أقل بكثير من تلك الموجودة في الكبد أو العضلات الهيكلية. لا تستطيع الأحماض الدهنية طويلة السلسلة عبور الحاجز الدموي الدماغي، لكنّ الكبد يستطيع تحليلها لإنتاج أجسام الكيتون. غير أنَّ الأحماض الدهنية قصيرة السلسلة (على سبيل المثال، حمض زبدي وحمض البروبيونيك وحمض الخليك) والأحماض الدهنية متوسطة السلسلة، حمض الأوكتانويك، حمض الهبتانويك، يُمكن أن تعبر الحاجز الدموي الدماغي وتؤيض بواسطة خلايا الدماغ.
على الرغم من أن الدماغ البشري يمثل 2% فقط من وزن الجسم، إلا أنه يتلقى 15% من النتاج القلبي و20% من إجمالي استهلاك الأكسجين في الجسم و%25 من إجمالي استخدام الجلوكوز في الجسم. يستخدم الدماغ الجلوكوز غالبًا للحصول على الطاقة، ويُمكن أن يؤدي الحرمان من الجلوكوز كما يحدث في حالة نقص السكر في الدم إلى فقدان الوعي. لا يتغير استهلاك الطاقة في الدماغ بشكل كبير مع مرور الوقت، ولكن المناطق النشطة من القشرة تستهلك طاقة أكثر إلى حدٍ ما من المناطق غير النشطة: وتشكل هذه الحقيقة الأساس لطرق التصوير الوظيفية للدماغ مثل التصوير المقطعي بالإصدار البوزيتروني والتصوير بالرنين المغناطيسي الوظيفي. توفر تقنيات التصوير الوظيفية صور ثلاثية الأبعاد للنشاط الأيضي. أظهرت دراسة أولية أن متطلبات الأيض في الدماغ عند البشر تبلغ ذروتها في عمر خمس سنوات تقريبًا.
وظيفة النوم غير مفهومة تمامًا؛ ومع ذلك هناك أدلة على أن النوم يعزز إزالة الفضلات الأيضية من الدماغ التي قد يكون بعضها سامًا للأعصاب، من الدماغ ويمكن أن تسمح أيضًا بالإصلاح. تشير الأدلة إلى أن زيادة التخلص من الفضلات الأيضية أثناء النوم تحدث عن طريق زيادة أداء الجهاز الغليمفاوي. قد يكون للنوم أيضًا تأثير على الوظيفة الإدراكية من خلال إضعاف الاتصالات غير الضرورية.

## أبحاث
طريقة عمل الدماغ غير مفهومة بشكل كامل، والبحوث ما تزال مستمرة. يدرس علماء الأعصاب مع الباحثين ذوي التخصصات المتقاربة كيفية عمل الدماغ البشري. وقد تلاشت الحدود الفاصلة بين اختصاصات علم الأعصاب وطب الأعصاب وغيرها من التخصصات مثل الطب النفسي حيث تأثرت جميعها بالبحوث الأساسية في علم الأعصاب.
توسعت أبحاث علم الأعصاب بشكل كبير في العقود الأخيرة. يُعتبر أنَّ «عَقد الدماغ» وهي مبادرة اتخذتها حكومة الولايات المتحدة في التسعينيات، علامةً على الزيادة الملحوظة في هذا النوع من البحوث. وتلتها في عام 2013 مبادرة براين. كان مشروع الكونيكتوم البشري دراسة مدتها خمس سنوات بدأت في عام 2009 لتحليل الصلات التشريحية والوظيفية لأجزاء من الدماغ، وقدمت الكثير من البيانات.
وفقًا لدراسة أمريكية نُشرت في عام 2015، فإن سعة الدماغ البشري يمكن مقارنتها بحوالي 1 بيتابايت من التخزين على الحاسوب. سيكون هذا أعلى بعشر مرات مِمِّا كان مقدرًا سابقًا. ووفقًا للأسطورة المشهورة، بأنّ الإنسان يستخدم 10 بالمائة فقط من سعة دماغه. أظهر تصوير الدماغ وعواقب تلفه أن جميع أجزاء الدماغ قيد الاستخدام، وإن لم يكن ذلك دائمًا في وقت واحد.

### الطرق
تأتي المعلومات حول بنية ووظيفة الدماغ البشري من مجموعة متنوعة من الأساليب التجريبيِّة، بِما في ذلك الحيوانات والبشر. وفرت المعلومات المتعلقة برضوح الدماغ والسكتة الدماغيّة معلومات حول وظيفة بعض الأجزاء من الدماغ وتأثيرات تلف الدماغ. يستخدم التصوير العصبي لتصور الدماغ وتسجيل نشاطه. تُستخدم الفيزيولوجيا الكهربية لقياس وتسجيل ومراقبة النشاط الكهربائي للقشرة المخيِّة. قد تكون القياسات من جهد الحقل الموضعي للمناطق القشرية، أو نشاط خلية عصبية واحدة. يمكن أن يسجل تخطيط كهربائية الدماغ النشاط الكهربائي للقشرة باستخدام أقطاب كهربائية توضع بشكل غير جراحي على فروة الرأس.
تشمل التدابير الأكثر انتشارًا التخطيط الكهرباوي القشري بحيث يستخدم أقطابًا كهربائية موضوعة مباشرةً على السطح المكشوف للدماغ. تُستخدم هذه الطريقة في رسم الخرائط التحفيزية القشريّة، وتستخدم في دراسة العلاقة بين المناطق القشرية ووظائفها الجهازية. باستخدام أقطاب كهربائية صغيرة جدًا، يمكن إجراء تسجيلات أحادية الوحدة من خلية عصبية واحدة تعطي دقة مكانية عالية ودقة زمنية عالية. وقد مكّن هذا من ربط نشاط الدماغ بالسلوك وإنشاء خرائط عصبية.
لقد فتح تطور العضيّات المُخية سبلًا لدراسة نمُوّ الدماغ والقشرة، وفهم تطور المرض، مِمَّا يُوفر آثارًا إضافية للتطبيقات العلاجية.

### التصوير
تُظهر تقنيات التصوير العصبي الوظيفي التغيرات في نشاط الدماغ التي تتعلق بوظيفة مناطق معينة في الدماغ. إحدى التقنيات هي التصوير بالرنين المغناطيسي الوظيفي (fMRI) الذي يتمتع بمزايا تفوق الطرق السابقة مثل تصوير الطبي بأشعة غاما والتصوير المقطعي بالإصدار البوزيتروني حيث لا يحتاجان إلى استخدام المواد المشعة وتقديم دقة أعلى. تعتمد تقنية التحليل الطيفي للأشعة تحت الحمراء القريبة على استجابة حركية الدم التي تظهر تغيرات في نشاط الدماغ في ما يتعلق بالتغيرات في تدفق الدم، وهي مفيدة في رسم الخرائط الوظائف لمناطق الدماغ. ينظر الرنين المغناطيسي الوظيفي في حالة الراحة إلى تفاعل مناطق الدماغ بينما لا يؤدي الدماغ مهمة محددة. يستخدم هذا أيضًا لإظهار شبكة الوضع الافتراضي.
يولد أي تيار كهربائي مجالًا مغناطيسيًا؛ تحفز التذبذبات العصبية المجالات المغناطيسية الضعيفة، وفي تخطيط الدماغ المغناطيسي الوظيفي يمكن للتيار الناتج أن يُظهر وظيفة الدماغ الداخلية بدقة عالية. يستخدم تصوير المسالك العصبية التصوير بالرنين المغناطيسي وتحليل الصور لإنشاء صور ثلاثية الأبعاد للسبُل العصبيِّة في الدماغ. يقدم المخطط الاتصالي تمثيلًا رسوميًا للوصلات العصبية للدماغ.
يمكن قياس الاختلافات في بنية الدماغ في بعض الاضطرابات، ولا سيما الفصام والخرف. أعطت الأساليب البيولوجية المختلفة باستخدام التصوير مزيدًا من التبصر، على سبيل المثال في اضطرابات الاكتئاب واضطراب الوسواس القهري. المصدر الرئيسي للمعلومات حول وظيفة مناطق الدماغ هو آثار الأضرار الذي يلحق بها.
وقد مكّن التقدم في التصوير العصبيّ من رؤية موضوعية في للاضطرابات النفسية، ممّا أدى إلى التشخيص أسرع وتشخيص أكثر دقة ومراقبة أفضل.

### التعبير الجيني والبروتيني
المعلوماتية الحيوية هي مجال من مجالات الدراسة تشمل إنشاء وتطوير قواعد البيانات والنهوض بها، والتقنيات الحاسوبية والإحصائية التي يمكن استخدامها في دراسات الدماغ البشري، خاصةً في مجالات التعبير الجيني والبروتيني. ولّدت المعلوماتية الحيوية والدراسات في علم الجينوم وعلم الجينوم الوظيفي، الحاجة إلى شرح الحمض النووي وتقنيات النسخ، وتحديد الجينات ومواقعها ووظائفها. تُعتبر بطاقات الجينات قاعدة بيانات رئيسية.
اعتبارًا من عام 2017، يُنظر إلى ما يقل قليلًا عن 20000 جين مشفر للبروتين معبر عنها في الإنسان، وحوالي 400 من هذه الجينات خاصة بالدماغ. دفعت البيانات التي أعطيت حول التعبير الجيني في الدماغ إلى إجراء المزيد من البحث حول عدد من الاضطرابات. على سبيل المثال، أظهر استخدام الكحول على المدى الطويل تغيرًا في التعبير الجيني في الدماغ، وتغيرات خاصة بنوع الخلية التي قد ترتبط باضطراب تعاطي الكحول. لوحظت هذه التغيرات في الترانسكربيتوم التشابكي في قشرة الفص الجبهي، ويُنظر إليها على أنها عامل يسبب الدافع إلى الاعتماد على الكحول، وكذلك لتعاطي المخدرات الأخرى.
كما أظهرت دراسات أخرى ذات صلة أدلة على حدوث تغيرات في التشابك العصبي وفقدانه عند شيخوخة الدماغ. التغيرات في التعبير الجيني تغير مستويات البروتينات في السبُل العصبية المختلفة وقد ثبت أن هذا واضح في ضعف أو فقدان الاتصال التشابكي. قد لوحظ أن هذا الخلل الوظيفي يؤثر على العديد من هياكل الدماغ وله تأثير ملحوظ على الخلايا العصبية المثبطة مما يؤدي إلى انخفاض مستوى النقل العصبي وما يتبع ذلك من تدهور معرفي وأمراض.

## الأهمية السريرية

### الإصابة
يُمكن أنَّ تظهر الإصابات الدماغية ذات الأهمية السريرية بطرق عديدة. على سبيل المثال يُمكن أن ترتبط إصابات الدماغ الرضية التي تحدث أثناء ممارسة الرياضات التي تتطلب احتكاكًا بين اللعبين، بعد السقوط أو حادث مروري أو عمل بمشكلات فورية طويلة المدى. قد تشمل المُشكلات الفورية حدوث نزيف داخل الدماغ، ممَّا قد يؤدي إلى ضغط أنسجة المخ أو إتلاف إمدادات الدم. وأيضًا قد تحدث كدمات في الدماغ. قد تُسبب الكدمات أضرارًا واسعة النطاق في للسبُل العصبيّة التي يُمكن أنَّ تؤدي إلى حالة من الإصابة المحورية المُنتشرة. من المحتمل حدوث تطورات فورية عند كسر الجمجمة وإصابة منطقة معينة والصمم والارتجاج. بالإضافة إلى موقع الإصابة، قد يتأثر الجانب المقابل لدماغ ما يُسمى إصابة رجع الضَّربة. تشمل المُشكلات طويلة المدى التي قد تتطور اضطراب ما بعد الصدمة واستسقاء الرأس. يمكن أن يحدث الاعتلال الدماغي الرضحي المزمن بعد إصابات متعددة في الرأس.

### المرض
تُؤدي أمراض التنكس العصبي إلى تلف تدريجي لأجزاء مُختلفة من وظائف الدماغ، وتتفاقم مع تقدم السن. تشمل الأمثلة الشائعة الخرف مثل مرض آلزهايمر والخرف الكحولية أو الخرف الوعائي ومرض باركنسون. وغيرها من الأسباب المعدية والوراثية أو الأيضية النادرة مثل داء هنتنغتون والأمراض العصبية الحركية والخرف ناجم فيروس نقص المناعة البشرية والخرف المرتبط بالزهري ومرض ويلسون. يمكن أن تؤثر الأمراض التنكسية العصبية على أجزاء مختلفة من الدماغ، ويُمكن أن تُؤثر على الحركة والذاكرة والإدراك.
على الرغم من أن الدماغ محمي بواسطة الحاجز الدمويّ الدماغي، إلاّ أنّه يُمكن أنّ يتأثر بالعدوى بما في ذلك الفيروسات والبكتيريا والفطريات. قد تكون العدوى من السحايا (التهاب السحايا)، أو المادة الدماغية (التهاب الدماغ) أو داخل المادة الدماغية (مثل الخراج الدماغي). والأمراض البريونيّة النادرة بِما في ذلك مرض كروتزفيلد جاكوب ومرض جاكوب كروتزفلد المتغير وكورو قد تؤثر أيضًا على الدماغ.

### الأورام
يُمكن أن تكون أورام الدماغ إما حميدة أو سرطانية. مُعظم الأورام الخبيثة تُنشأ من جزء آخر من الجسم، وأكثرها شيوعًا من الرئة والثدي والجلد. يمكن أن تحدث سرطانات أنسجة الدماغ أيضًا، وتنشأ من أي نسيج داخل الدماغ وحوله. يُعتبر الورم السحائي وهو سرطان السحايا حول الدماغ أكثر شيوعًا من سرطانات أنسجة الدماغ. قد تُسبب السرطانات داخل الدماغ أعراضًا مُرتبطة بحجمها أو موضعها، مع أعراض تشمل الصداع والغثيان، أو التطور التدريجي للأعراض البؤرية مثل الصعوبة التدريجية في الرؤية أو البلع أو التحدث أو تغير المزاج. تُشخّص السرطانات بشكلٍ عام من خلال استخدام الأشعة المقطعية والتصوير بالرنين المغناطيسي. يمكن استخدام مجموعة متنوعة من الاختبارات الأخرى بما في ذلك اختبارات الدم والخزعة القطنية للتحقيق في سبب السرطان وتقييم نوعه ومرحلة الإصابة به. غالبًا ما يُعطى ديكساميثازون الكورتيكوستيرويد لتقليل تورم أنسجة الدماغ حول الورم. يمكن النظر في إجراء الجراحة، ولكن نظرًا للطبيعة المعقدة للعديد من الأورام أو على أساس مرحلة أو نوعية الورم، يمكن اعتبار العلاج الإشعاعي أو العلاج الكيميائي أكثر مُلاَءمة.

### الاضطرابات العقلية
من المعروف أن الاضطرابات النفسية، مثل الاكتئاب والفصام والاضطراب ثنائي القطب واضطراب ما بعد الصدمة، واضطراب نقص الانتباه مع فرط النشاط واضطراب الوسواس القهري ومتلازمة توريت والإدمان ترتبط بوظيفة الدماغ. علاج الاضطرابات النفسية يُمكن أن يشمل العلاج النفسي والطب النفسي والتدخل الاجتماعي ونموذج التعافي أو العلاج السلوكي المعرفي. تختلف المشكلات الأساسية والتكهنات المرتبطة بها بشكل كبير بين الأفراد.

### الصرع
يُعتقد أن نوبات الصرع مُرتبطة بنشاط كهربائي غير طبيعي. يُمكن أن يظهر نشاط النوبة في صورة غياب للوعي أو تأثيرات بؤرية مثل حركة الأطراف أو معوقات الكلام أو تكون معمّمة بطبيعتها. يشير مرض الصرع إلى نوبة أو سلسلة من النوبات التي تستمر إلى 5 دقائق. النوبات لها عدد كبير من الأسباب، على الرغم من أنّ العديد من النوبات تحدث دون العثور على سبب مُحدد. في الشخص المصاب بالصرع، قد تشمل عوامل الخطر المزيد من النوبات الأرق وتناول المخدرات والكحول والتوتر. يمكن تقييم النوبات باستخدام اختبارات الدم، وتخطيط الدماغ وتقنيات التصوير الطبي المختلفة استنادًا إلى التاريخ الطبي ونتائج الفحص الطبي. بالإضافة إلى مُعالجة السبب الأساسي وتقليل التعرض لعوامل الخطر، كما قد تلعب الأدوية المضادة للاختلاج دورًا في منع حدوث نوبات أخرى.

### خلقي
بعض اضطرابات الدماغ مثل مرض تاي ساكس هي اضطرابات خلقية، مُرتبطةٌ بطفرات وراثيِّة وكروموسومات. تتميز مجموعة نادرة من اضطرابات الرأس  الخلقيِّة المعروفة باسم انعدام التلافيف تتميز بنقص أو عدم كفاية الثني القشريّ. يمكن أن يتأثر النمو الطبيعي للدماغ أثناء الحمل بسبب نقص التغذية، مولود مسخي، الأمراض المعدية، وبتعاطي المخدرات الترفيهية، بما في ذلك الكحول (الذي قد يؤدي إلى متلازمة الجنين الكحولي).

### سكتة دماغية

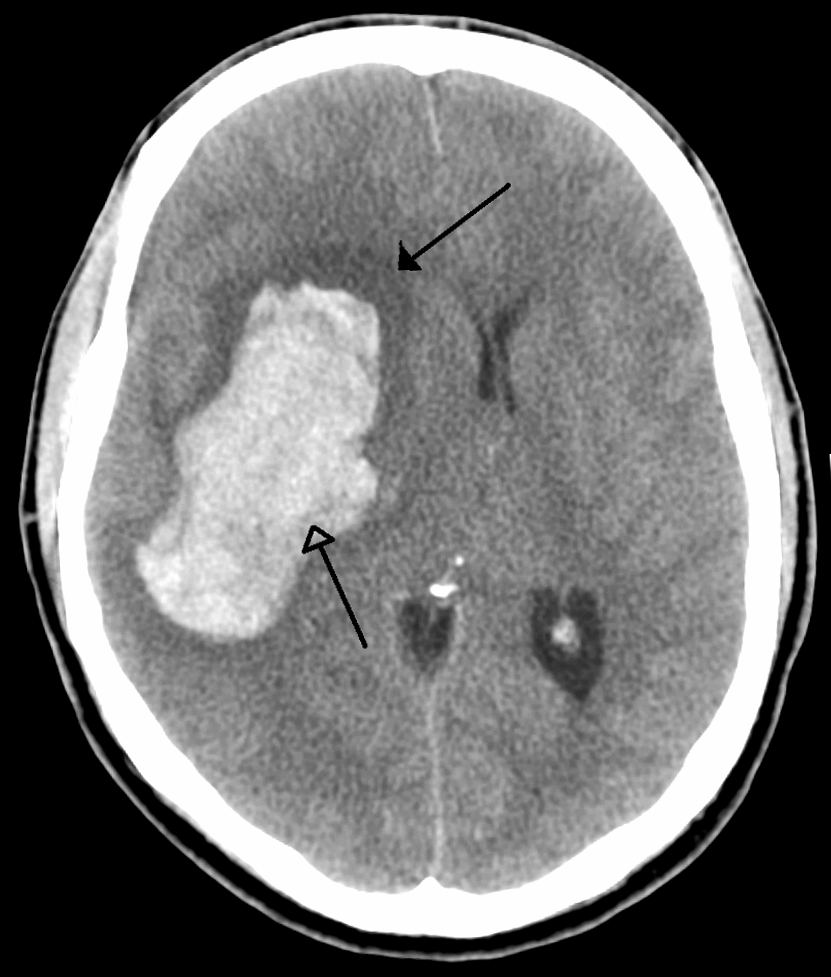
التصوير المقطعي المحوسب لنزيف دماغي، يظهر نزيفًا داخل اللحمة (السهم السفلي) مع الوذمة المحيطة (السهم العلوي)

السكتة الدماغية هي انخفاض في إمدادات الدم إلى منطقة من الدماغ مما يتسبب في موت الخلايا وإصابات الدماغ. وهذا يمكن أن يؤدي إلى مجموعة واسعة من الأعراض، بما في ذلك أعراض سريعة مثل تدلي الوجه وضعف الذراع وصعوبات في الكلام (بما في ذلك التحدث واجاد الكلمات أو تشكيل الجمل). ترتبط الأعراض بوظيفة المنطقة المصابة في الدماغ ويمكن أن تشير إلى الموقع والسبب المحتمل للسكتة الدماغية. ترتبط صعوبات الحركة أو الكلام أو الرؤية عادةً بالمخ، في حين أن عدم التوازن والرؤية المزدوجة والدوار والأعراض التي تؤثر على أكثر من جانب من الجسم ترتبط عادةً بجذع الدماغ أو المخيخ.
تحدثُ معظم السكتات الدماغية نتيجة لفقدان إمدادات الدم، عادةً بسبب الانسداد أو تمزق اللويحات الدهنية التي تسبب الجلطة، أو تضيق الشرايين الصغيرة. يُمكن أن تنتج السكتات الدماغية أيضًا بسبب نزيف داخل الدماغ. نوبات نقص التروية العابرة (TIAs) هي سكتات دماغية تختفي فيها الأعراض في غضون 24 ساعة. يشمل فحص السكتة الدماغية إجراء فحص طبي (بما في ذلك الفحص العصبي) وأخذ التاريخ الطبي، مع التركيز على مدة الأعراض وعوامل الخطر (بما في ذلك ارتفاع ضغط الدم والرجفان الأذيني والتدخين). يلزم إجراء المزيد من الفحوصات على المرضى الأصغر سنًا. يمكن إجراء تخطيط كهربية القلب والقياس الطبي عن بعد لتحديد الرجفان الأذيني. يمكن للموجات فوق الصوتية أن تحقق في تضيق الشرايين السباتية. ويمكن استخدام مخطط صدى القلب للبحث عن الجلطات داخل القلب، وأمراض صمامات القلب أو وجود الثقبة البيضوية السالكة. تُجرى اختبارات الدم بشكل روتيني كجزء من الفحص بما في ذلك اختبارات السكري والدهون.
بعض علاجات السكتة الدماغية حرجة من حيث الوقت. وتشمل انحلال الجلطة أو الاستئصال الجراحي للجلطة من أجل نقص التروية الدماغية وإزالة الضغط عندما يكون هناك نزيف داخل القحف. نظرًا لأن السكتة الدماغية حرجة بالنسبة للوقت، فإن المستشفيات وحتى الرعاية قبل المستشفى للسكتة الدماغية قبل المستشفى تتطلب إجراء فحوصات سريعة عادةً ما يكون الفحص بالأشعة المقطعية للتحقق من السكتة الدماغية النزفية وتصوير الأوعية المقطعية أو بالرنين المغناطيسي لتقييم الشرايين التي تغدي دماغ. ويمكن للمسح بالرنين المغناطيسي الذي لا يتوفر على نطاق واسع بأن يُظهر المنطقة المصابة في الدماغ بدقة أكبر، خاصةً في السكتة الدماغية.
بعد التعرض للسكتة الدماغية يُمكن إدخال الشخص إلى وحدة السكتة الدماغية، ويمكن توجيه العلاجات من أجل الوقاية من السكتات الدماغية في المستقبل، بما في ذلك مضادات التخثر المستمرة (مثل الأسبرين أو كلوبيدوجريل) والأدوية الخافضة لضغط الدم والأدوية التي تخفض الدهون. يقوم فريق متعدد التخصصات يضم أخصائيي أمراض النطق وأخصائيي العلاج الطبيعي والمعالجين المهنيين وعلماء النفس بدور كبير في دعم الشخاص المصاب بالسكتة الدماغية وإعادة تأهيله. يزيد تاريخ الإصابة بالسكتة الدماغية من خطر الإصابة بالخرف بنحو 70%، وتزيد السكتة الدماغية الحديثة من خطر الإصابة بالخرف بحوالي 120%.

### الموت الدماغي
يُشير الموت الدماغي إلى فقدان كلي لا رجعة فيه لوظائف الدماغ. وتتميز هذه الحالة بالغيبوبة وفقدان ردود الفعل وانقطاع التنفس، لكنّ إعلان وفاة الدماغ يختلف جغرافيًا وغير مقبول دائمًا. في بعض البلدان هناك أيضًا متلازمة محددة لموت جذع الدماغ. إعلان الموت الدماغي يمكن أن يكون له آثار عميقة حيث أن الإعلان بموجب مبدأ عدم الجدوى الطبية سيرتبط بسحب أجهزة دعم الحياة، ولأن المصابين بموت الدماغ غالبًا ما يكون لديهم أعضاء مناسبة للتبرع بها. غالبًا ما تكون العملية أكثر صعوبة بسبب ضعف التواصل مع أسر المرضى.
عندما يُشتبه في موت الدماغ، يجب استبعاد التشخيص التفريقي القابل للعكس مثل الكبت المعرفي الناجم عن اضطراب كهرلي، والكبت المعرفي العصبي والكبت العصبي المتعلق بالعقاقير. اختبار ردود الفعل يمكن أن يساعد في اتخاذ القرار، وكذلك غياب الاستجابة والتنفس. قد تلعب الملاحظات السريرية بما فيها عدم التجاوب التام والتشخيص المعروف وأدلة التصويرية العصبية، دورًا في قرار إعلان موت الدماغ.

## الفرق بين دماغ المرأة والرجل
تختلف أدمغة الرجال والنساء اختلافًا طفيفًا بحيث يمثل الجنس حوالي 1% من التباين في البنيات أو التجانب، لكن أهمية هذه الاختلافات لم تُفهم بعد بشكل صحيح. أكبر فرق بنيوي بين دماغ الرجل والمرأة هو الحجم. يكون دماغ الرجال أكبر (بمتوسط 1260 سم3 عند الرجال مقابل 1130 سم3 عند النساء) لكن القشرة المخية عند النساء أكثر سمكًا، وأثقل من دماغ النساء بنسبة 10 إلى 15%. وهذه الحقيقة العلمية «قادت العديد من العلماء في القرن التاسع عشر لإنشاء صلة بين حجم ووزن الدماغ من جهة والذكاء من جهةٍ أخرى».
لكن هذا الاختلاف في حجم الدماغ لا يرافقها أي اختلافات في الذكاء كما أنها قُيمت بواسطة المقياس العام لمعدل الذكاء.
وتشير الأدبيات العلمية إلى «اختلافات في البنية وأيضًا في الوظيفة». "أن هناك العديد من أنماط التنشيط المختلفة التي تعتمد على الجنس في مهام مختلفة مثل الدوران الذهني [الإنجليزية] والمعالجة اللفظية وفهم المصطلحات وإلى ما ذلك. غير أن هذه النتائج تختلف أو متباينة من دراسة إلى أخرى ولا يوجد توازي صارم بين الاختلافات في التنشيط والاختلافات في الأداء". في حين أن الاختلافات التشريحية (خاصةً في اللوزة وقرن آمون والمستوى الصدغي والفص الجزيري) والاختلافات وصولًا إلى المستوى الخلوي والجزيئي موثقة بشكلٍ جيد، تعقيد التفاعلات الوظيفية تجعل من الصعب ربط الاختلافات التشريحية مع الاختلافات المعرفية.
وفقًا لدراسة أجريت عام 2014، فإن أدمغة الذكور تمتلك اتصال داخلي أكثر بنصفي الكرة المخية، في حين أن أدمغة الإناث لديها اتصال أفضل بين نصفي الكرة المخيِّة.

## المجتمع والثقافة
الأنثربولوجيا العصبية هي دراسة العلاقة بين الثقافة والدماغ.بحيث تستكشف كيف يُنشئ الدماغ الثقافة، وكيف تؤثر الثقافة على نمو الدماغ. يجرى البحث في الاختلافات الثقافية وعلاقتها بنمو الدماغ وبنيته في مجالات مختلفة.

### العقل
تدرس فلسفة العقل قضايا مثل فهم الوعي ومسألة العقل والجسم. تُعتبر العلاقة بين الدماغ والعقل تحديًا كبيرًا من الناحية الفلسفيّة والعلميّة. ويرجع ذلك إلى صعوبة شرح كيفية تنفيذ الأنشطة العقلية، مثل الأفكار والعواطف عن طريق الهياكل المادية مثل الخلايا العصبية والمشابك العصبية، أو عن طريق أي نوع آخر من الآليات الفيزيائية. وقد عبر غوتفريد لايبنتس عن هذه الصعوبة في التشبيه المعروف باسم فجوة لايبنتز:
| ” | يجب على المرء أن يعترف بأن الإدراك وما يعتمد عليه لا يمكن تفسيره على المبادئ الميكانيكية، أي بالأشكال والحركات. عندما نتخيل أن هناك آلة سيمكَّنها بِناؤها من التفكير والشعور والإدراك، يمكن للمرء أن يتصور أنّها مُتضخمة مع الاحتفاظ بنفس الأبعاد، بحيث يمكن للمرء أن يدخل فيها، تمامًا مثل طاحونة الهواء. لنفترض هذا، ينبغي للمرء عند زيارته المكان أن يجد فقط أجزاء تدفع بعضها البعض، ولا يوجد أي شيء ملموس يمكن تفسير المشاعر من خلاله. لايبنيز، علم الأحادي | “ |

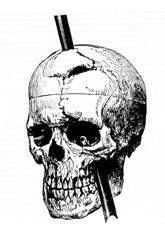
جمجمة فينس غيج

الشك في إمكانية وجود تفسير ميكانيكي للفكر دفع رينيه ديكارت، ومعظم الفلاسفة الآخرين معه إلى الازدواجية: الاعتقاد بأن العقل مستقل إلى حدٍ ما عن الدماغ. ومع ذلك، هناك دائمًا حجة قوية في الاتجاه المعاكس. هناك دليل تجريبي واضح على أن التحكُّم الجسدي بالدماغ أو إصاباته (على سبيل المثال عن طريق الأدوية أو عن طريق الإصابات المُتَتَالِيَة) يمكن أن تؤثر على العقل بطرق فعالة ووثيقة. في القرن التاسع عشر، أقنعت حالة فينس غيج وهو عامل سكِّة حديدية أُصيب بقضيبٍ حديديٍّ ضخم مرَّ عبر دماغه، كُلَّ الباحثين وعامَّة الناس أنّ الوظائف المعرفية تتموضع في الدماغ. اتّباعًا لهذا النمط من التفكير أدت مجموعة كبيرة من الأدلة التجريبية إلى وجود علاقة وثيقة بين نشاط الدماغ والنشاط العقلي مما دفع معظم علماء الأعصاب والفلاسفة المعاصرين لتحوُّل إلى الماديَّة، معتقدين أن الظواهر العقلية هي في نهاية نتيجة لظواهر الفيزيائية أو يمكن اختزالها إليها.

### حجم الدماغ
حجم الدماغ وذكاء الإنسان لا يرتبطان ارتباطًا وثيقًا. تشير الدراسات إلى وجود ترابطات صغيرة إلى مُعتدلة (يتراوح متوسطها بين 0.3 و0.4) بين حجم الدماغ ومعدل الذكاء. تُلاحظ الارتباطات الأكثر اتساقًا داخل الفصوص الجبهيّة والصُدغِيّة والجداريّة والحُصيّن والمخيخ، لكنها لا تمثل سوى نسبة صغيرة نسبيًا من التباين في معدل الذكاء، والتي لديها في حد ذاتها علاقة جزئية فقط بالذكاء العام والأداء في العالم الواقعي.
الحيوانات الأخرى، بما في ذلك الحيتان والفيلة لديها أدمغة أكبر من البشر. ومع ذلك، عندما يؤخذ في الاعتبار نسبة كتلة الدماغ إلى الجسم، يكون الدماغ الإنسان تقريبًا ضعف حجم الدلفين قاروري الأنف، وثلاثة أضعاف حجم دماغ الشمبانزي. ومع ذلك، فإن الحجم الكبير لا يدل في حد ذاته على الذكاء: الحيوانات الصغيرة جدًا نسبة كتلة أدمغتها عالية مقارنةً بأجسامها الصغيرة ولدى زبابيات الشجر أكبر كتلة دماغ بالنسبة للجسم من أي حيوان ثديي آخر.

### في الثقافة الشعبية

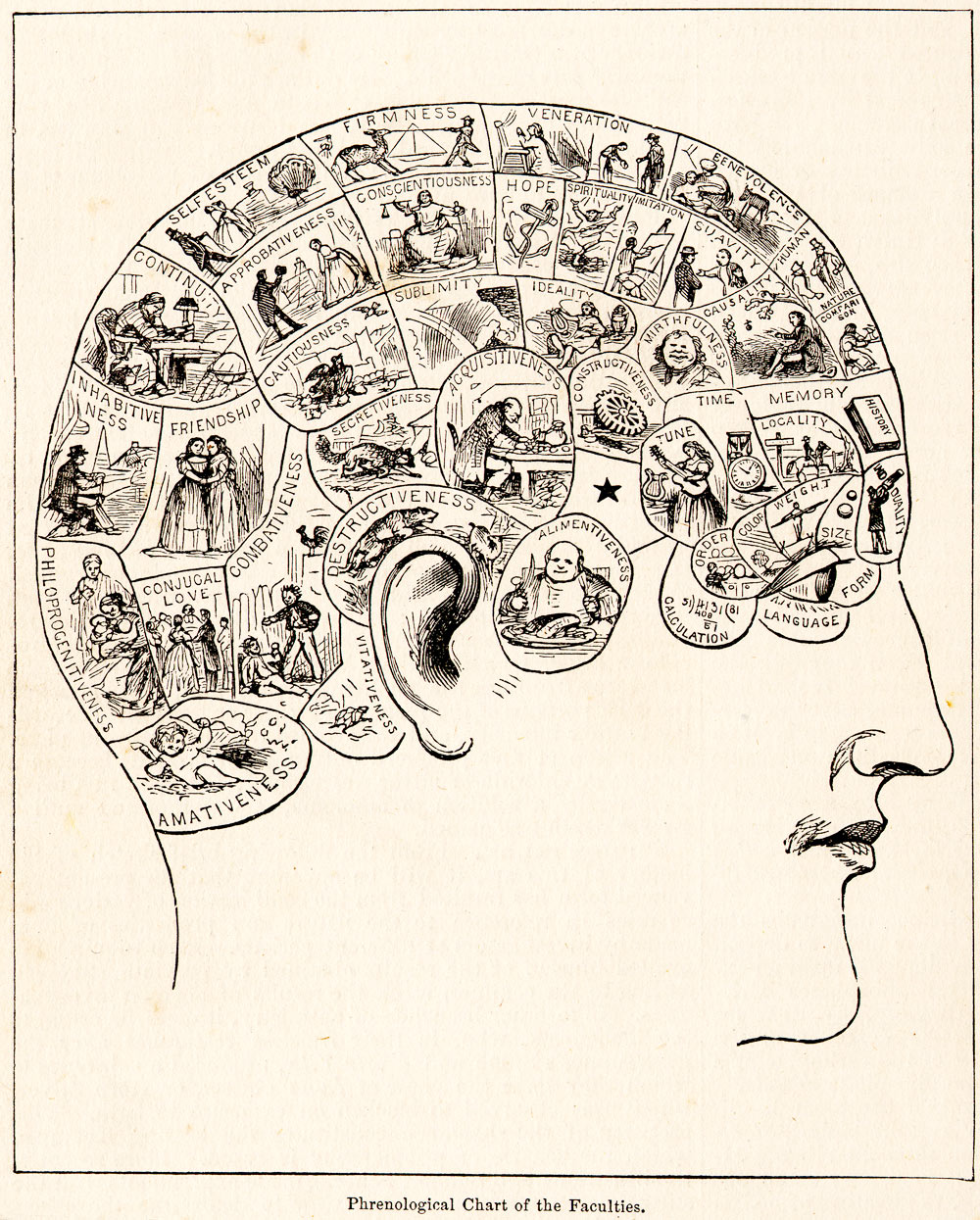
تلخيص علم فراسة الدماغ في مخطط عام 1883

كانت الأفكار السابقة حول الأهمية النسبية لمختلف أعضاء جسم الإنسان [الإنجليزية] تؤكد أحيانًا على أهمية القلب. بالمقابل، تركِّز المفاهيم الشائعة الحديثة في الغرب تركيزًا متزايدًا على أهمية الدماغ.
دحضت البحوث بعض المفاهيم الخاطئة الشائعة عن الدماغ. من ضمنها الأساطير القديمة وحتى الحديثة، يعتقد أن الخلايا العصبية لا تتغير بعد سن الثانية. وأن الإنسان يستخدم عشرة في المئة من قدرات دماغه فقط لكن الأبحاث والدراسات أثبتت أن هذا غير صحيح. وقد بالغت الثقافة الشعبية أيضًا في تبسيط تفارق وظائف الدماغ، مشيرةً إلى أن الوظائف محددة لأحد جانبي الدماغ أو لآخر. صاغ آكيو موري مصطلح لعبة الدماغ من خلال نظرية غير مدعومة بمصادر موثوقة بأنَّ قضاء فترات طويلة في لعب ألعاب الفيديو يُضر بالمنطقة الأمامية للمخ، ويضعف القدر على التعبير عن العواطف وكذلك الإبداع.
تاريخيًا، وخصوصًا في أوائل القرن التاسع عشر برز الدماغ في الثقافة الشعبيّة من خلال علم فراسة الدماغ، وهو علم زائف ينسب السمات الشخصية لمناطق مختلفة من القشرة. ما تزال القشرة مهمة في الثقافة الشعبية حيث تغطيها الكتب والهجاء.
يتميز الدماغ البشري في الخيال العلمي بالمواضيع مثل زرع الدماغ والإنسان المسير آليًا (الكائنات ذات الميزات مثل الأدمغة الاصطناعية جزئيًا). يحكي كتاب الخيال العلمي الصادر عام 1942 (والذي أقتُبس منه ثلاثة مرات في السينما) دماغ دونوفان قصة دماغ معزول بقي على قيد الحياة في المختبر، وسيطر تدريجيًا على شخصية بطل الرواية.

## التاريخ

### التاريخ المبكر
تحتوي بردية إدوين سميث وهي أطروحة طبية مصرية قديمة كُتبت في القرن السابع عشر قبل الميلاد، على أقدم مرجع مسجل للدماغ. التصوير الهيروغليفي للدماغ والذي وجد ثماني مرات في البردية، يصف أعراض وتشخيص إصابتين رضيتين في الرأس وتوقعات سير المرض. تذكر البردية السطح الخارجيّ للدماغ، وآثار الإصابة (بما في ذلك النوبات والحبسة)، والسحايا والسائل النخاعي.
في القرن الخامس قبل الميلاد، كان ألكمايون الكروتوني في ماجنا غراسيا اعتبر الدماغ في البداية مقرًّا للعقل. أيضًا في القرن الخامس قبل الميلاد في أثينا، اعتقد المؤلف المجهول لكتاب مولد المرض المقدس، وهي أطروحة طبية تُشكل جزءًا من كوربوس أبقراط والتي تُنسب إلى أبقراط أن الدماغ هو مقر الذكاء. اعتقد أرسطو في بيولوجيته في البداية أن القلب هو مقر الذكاء، ورأى الدماغ كآلية لتبريد الدم. وقد استنتج أن البشر أكثر عقلانية من الوحوش لأن لديهم دماغ أكبر لتبريد دمهم الحار. وصف أرسطو السحايا وميّز بين المخ والمخيخ.
ميّز هيروفيلوس الخلقيدوني في القرنين الرابع والثالث قبل الميلاد بين المخ والمخيخ، وقدم أول وصف واضح للبطيِّنين. وكذلك قام إيراسيستراتوس مِن جزيرة كيا بإجراء تجارب على العقول الحية. أصبحت أعمالهم في الغالب مفقودة الآن، ومن المعروف أن إنجازاتهم ترجع في معظمها إلى مصادر ثانوية. كان لابد من إعادة اكتشاف بعض اكتشافاتهم بعد ألف عام من وفاتهم. قام طبيب التشريح جالينوس في القرن الثاني الميلادي، في عهد الإمبراطورية الرومانية، بتشريح أدمغة الأغنام والقرود والكلاب والخنازير. واستنتج أنه بما أن المخيخ أكثر كثافة من الدماغ، فإنه يجب أن يتحكم في العضلات، في حين أن المخ لينًا، يجب أن يكون المكان الذي تُعالج فيه الحواس. افترض جالينوس كذلك أن الدماغ يعمل عن طريق حركة الأرواح الحيوانية من خلال البطينين.

### عصر النهضة

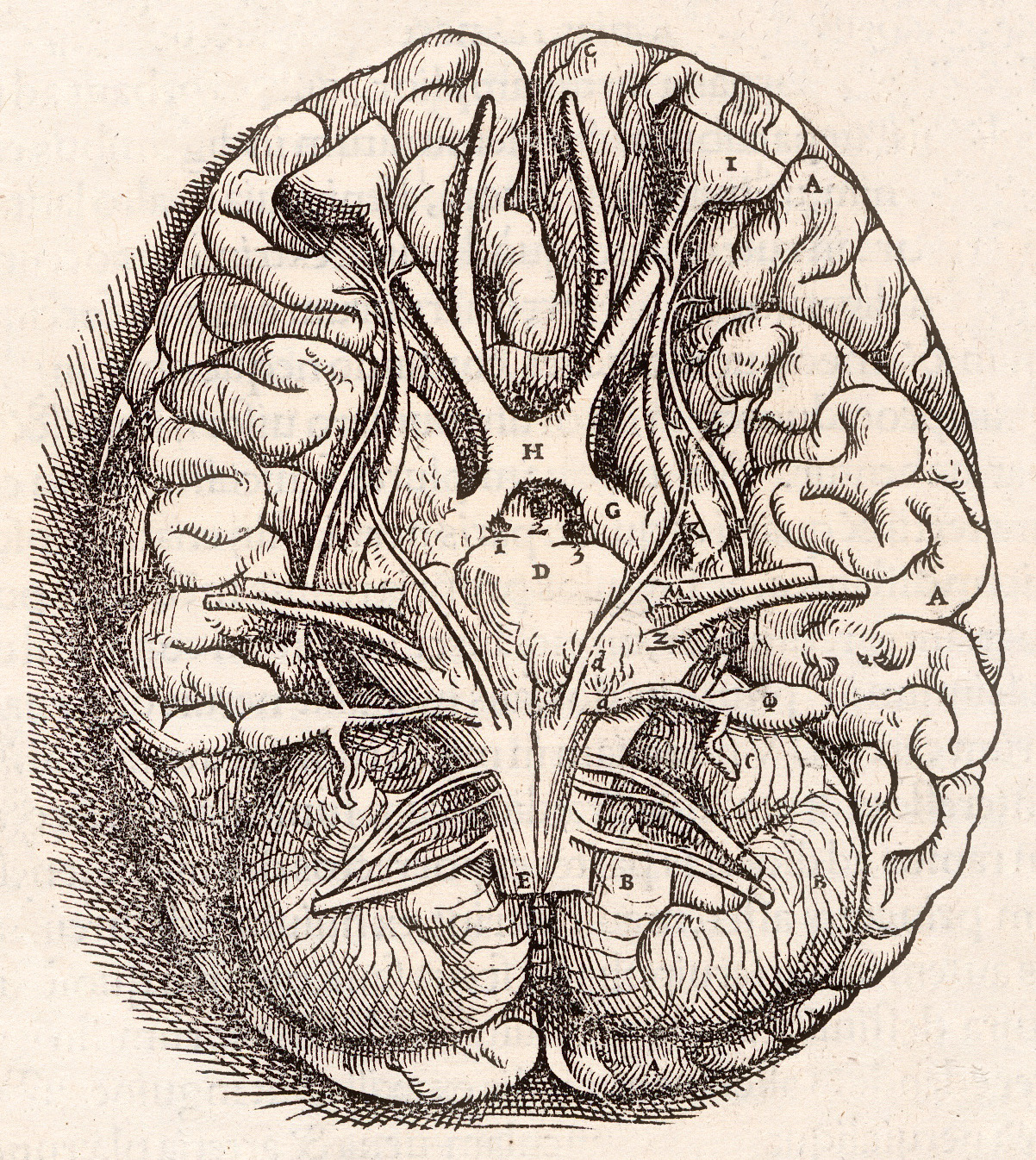
رسم قاعدة الدماغ، من عمل أندرياس فيزاليوس في عام 1543.

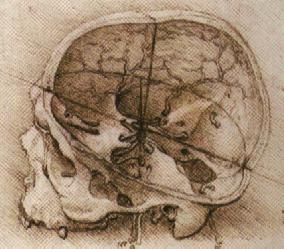
إحدى رسومات ليوناردو دافنشي للجمجمة البشرية

في عام 1316، بدأت أناثوميا موندينو دي لوتزي دراسة حديثة لتشريح الدماغ. اكتشف نيكولو ماسا في عام 1536 أن البطينين مليئان بالسوائل. كان ارخانجيلو بيكولوميني [الإنجليزية] من روما أول مَن ميّز بين المخ والقشرة المخيِّة. وفي سنة 1543 نشر أندرياس فيساليوس كتابه المكون من سبعة مجلدات بنية جسم الإنسان. غطى المُجلد السابع الدماغ والعينين مع صور مفصَّلة للبطينين، والأعصاب القحفية والغدة النخامية والسحيا وهياكل العين وإمدادات الأوعية الدموية إلى الدماغ والحبل الشوكي وصورة للأعصاب المحيطية. رفض فيزاليوس الاعتقاد الشائع بأن البطينين هما المسؤولان عن وظائف الدماغ، محتجًا بأن العديد من الحيوانات لديها نظام بطين مماثل للبشر، ولكن ليس لديها ذكاء حقيقي.
اقترح رينيه ديكارت نظرية الثنائية لمعالجة مسألة علاقة الدماغ بالعقل. وأشار إلى أن الغدة الصنوبرية هي المكان الذي يتفاعل فيه العقل مع الجسم، لتكون بمثابة مقر للروح وكحلقة اتصال تنتقل من خلالها الأرواح الحيوانية من الدم إلى الدماغ. من المحتمل أن تكون هذه الثنائية بمثابة حافز لعلماء التشريح اللاحقين لمواصلة استكشاف العلاقة بين الجوانب التشريحية والوظيفية لتشريح الدماغ.
يُعتبر توماس ويليس رائدًا ثانيًا في دراسة علم الأعصاب وعلوم الدماغ. كتب تشريح المخّ (باللاتينية: Anatomy of the brain) في عام 1664، يليه علم الأمراض المخيِّة في 1667. وصف في هذا الكتاب هيكل المخيخ والبطينين ونصفيّ الكرة المخية وجذع الدماغ والأعصاب القحفية حيث درس إمداده بالدم. والوظائف المقترحة المرتبطة بمناطق مختلفة من الدماغ. سُميت دائرة ويليس بعد بحوثه في إمدادات الدم للدماغ، وكان أول من استخدم كلمة «علم الأعصاب». أزال ويليس الدماغ من الجسم عند فحصه، ورفض الرأي الشائع بأن القشرة تتكون فقط من الأوعية الدموية، والرأي السائد خلال الألفيتين الأخيرتين بأنَّ القشرة كانت مُهمة بالمصادفة فقط.
في منتصف القرن التاسع عشر، تمكن إيميل دوبوا ريموند وهرمان فون هلمهولتز من استخدام الجلفانومتر لإثبات أن النبضات الكهربائية تمر بسرعات قابلة للقياس على طول الأعصاب، ممّا يُدحض وجهة نظر معلمهم يوهانس بيتر مولر بأن النبضات العصبية وظيفة حيوية لا يُمكن قياسها. عرض ريتشارد كاتون سنة 1875 نبضات كهربائية في نصفي الكرة المخيّة للأرانب والقرود. في عشرينيات القرن التاسع عشر، ابتكر جان بيير فلورنز الطريقة التجريبية لإتلاف أجزاء معينة من أدمغة الحيوانات واصفًا التأثيرات على الحركة والسلوك.

### الفترة الحديثة

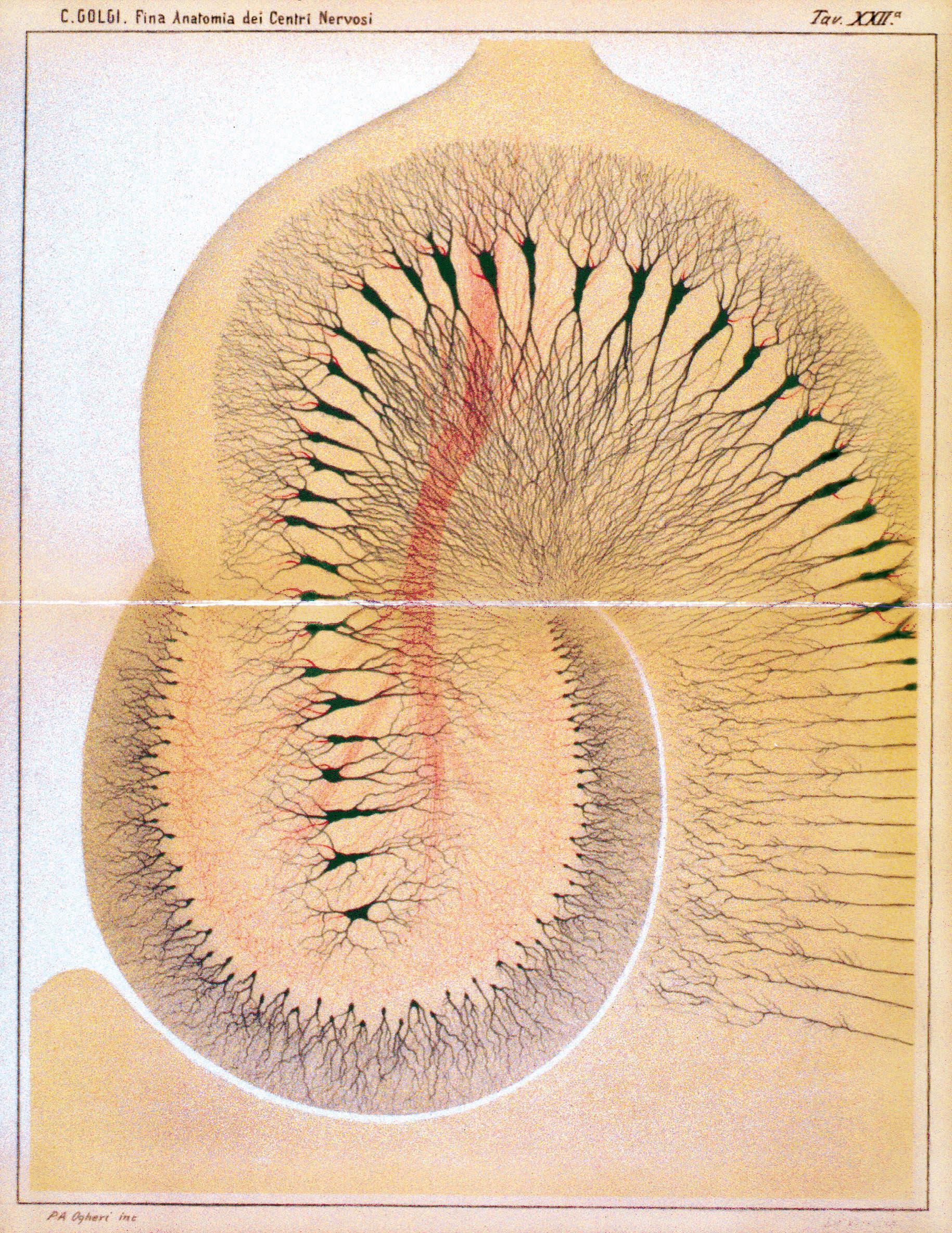
رسم بواسطة كاميلو جولجي للقسم الرأسي للأرنب الحصين، من كتابه
حول التشريح الدقيق للأعضاء المركزية للجهاز العصبي 1885

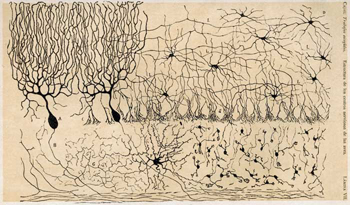
رسم الخلايا في مخيخ فرخ بواسطة سانتياغو رامون إي كاخال، من "الهيكل المراكز العصبية للطيور" مدريد، 1905.

أصبحت دراسات الدماغ أكثر تطورًا مع استخدام المجهر وتطوير تقنية الصبغ بالفضة بواسطة كاميلو جولجي خلال ثمانينيات القرن التاسع عشر. هذه التقنية قادرة على إظهار الهياكل المعقدة للخلايا العصبيِّة الفردية. وقد استخدمها سانتياغو رامون إي كاجال وأدى ذلك إلى تشكيل مذهب العصبون، التي كانت فرضية ثورية آنذاك مفادها أن الخلايا العصبية هي الوحدة الوظيفية للدماغ. استخدم الفحص المجهري للكشف عن العديد من أنواع الخلايا، واقترح وظائف للخلايا التي رآها. لهذا السبب، يُعتبر جولجي وكاجال مؤسسي علم الأعصاب في القرن العشرين، حيث تقاسما جائزة نوبل في عام 1906 عن دراساتهما واكتشافاتهما في هذا المجال.
نشر تشارلز شرينغتون عمله المؤثر عام 1906 «العمل التكاملي للجهاز العصبي» الذي يفحص وظيفة ردود الفعل، والنموّ التطوري للجهاز العصبي والتخصص الوظيفي للدماغ، والتخطيط والوظيفة الخلوية للجهاز العصبي المركزي. أسس جون فاركوهار فولتون مجلة الفيزيولوجيا العصبية ونشر أول كتاب مدرسي شامل عن فيزيولوجيا الجهاز العصبي في عام 1938. بدأ الاعتراف بعلم الأعصاب خلال القرن العشرين باعتباره تخصص أكاديمي موحد ومختلف، حيث لعب ديفيد ريوش وفرانسيس أو. شميت وستيفن كوفلر أدوارً مهمة في تأسيس هذا المجال. بدأ ريوش دمج البحوث التشريحيِّة والفسيولوجيِّة الأساسية مع الطب النفسي السريري في معهد والتر ريد العسكري للبحوث ابتداءً من الخمسينيات. وخلال نفس الفترة، أنشأ شميت برنامج بحوث علم الأعصاب وهي منظمة دولية وجامعة، تجمع بين علم الأحياء والطب والعلوم النفسية والسلوكية. نشأت كلمة علم الأعصاب نفسها من هذا البرنامج.
ربط بول بروكا كل منطقة من الدماغ بوظيقة مُحددة، وخاصةً اللغة في باحة بروكا، بعد العمل على مرضى تلف الدماغ. وصف جون هيولينجز جاكسون وظيفة القشرة الحركية من خلال مراقبة تطور نوبات الصرع عبر الجسم. وصف كارل فيرنيك المنطقة المرتبطة بفهم اللغة وإنتاجها. قام كوربينيان برودمان بتقسيم مناطق الدماغ بناءً على مظهر الخلايا. بحلول عام 1950، حدَّد شيرنغتون وبابيز وماكلين العديد من وظائف جذع الدماغ والجهاز الحوفي. نُسِبَت قدرة الدماغ على إعادة التنظيم والتّغير مع تقدم العمر، وفترة النمو الحرجة المعترَف بها إلى المرونة العصبية، التي كانت رائدتها مارغريت كينارد التي أجرت التجارب على القرود خلال الثلاثينات والاربعينات من القرن الماضي.
يُعرف هارفي كوشينغ (1869-1939) بأنه أول جراح دماغ ماهر في العالم. في عام 1937، بدأ والتر داندي ممارسة جراحة الأعصاب الوعائية من خلال إجراء أول عملية جراحية لتمدد الأوعية الدموية داخل الجمجمة.

## علم التشريح المقارن
يمتلك الدماغ البشريّ العديد من الخصائص المشتركة بينه وبين جميع أدمغة الفقاريات. والعديد من خصائصه مُشتركة بين جميع أدمغة الثدييات،  أبرزها القشرة المُخيِّة ذات الست طبقات ومجموعة من البنى المرتبطة بها، بما فيها الحُصين واللوزة. تكون القشرة المخية أكبر نسبيًا عند الإنسان منها عند العديد من الثدييات الأخرى. القشرة المخية والأجزاء الحسية والحركية لدى الإنسان مرتبطة بشكل أكبر من الثدييات الصغيرة مثل الجرذ والقط.
لدماغ الإنسان، بصفته دماغًا من الرئيسيات قشرة مخية أكبر بكثير بالنسبة إلى حجم الجسم، من معظم الثدييات
، ونظام بصري متطور للغاية.
بصفته دماغًا بشريًا، يتضخم دماغ الإنسان بشكل كبير حتى بالمقارنة مع دماغ القرد العادي. تميز تسلسل تطور الإنسان من أسترالوبيثكس (قبل أربعة ملايين سنة) إلى الإنسان العاقل (الإنسان الحديث) بزيادة مطردة في حجم الدماغ. مع زيادة حجم الدماغ، أدى هذا إلى تغيير حجم وشكل الجمجمة، من حوالي 600 سنتمتر مكعب في الإنسان الماهر إلى نحو 1520 سنتيمتر مكعب في الإنسان البدائي. تساعد الاختلافات في الحمض النووي والتعبير الجيني والتفاعلات بين الجينات والبيئة في تفسير الاختلافات بين وظيفة دماغ الإنسان والرئيسيات الأخرى.

## تحسين وظائف المخ والتكنولوجيا
في الفترة الأخيرة ومع تطور التكنولوجيا اتجه عدد كبير من علماء علم النفس المعرفي والمخ والأعصاب لتطويع التكنولوجيا لتحسين وظائف المخ، وذلك عن طريق ابتكار تطبيقات للهواتف المحمولة لتحسين القدرات العقلية والذهنية. أثبتت الأبحاث أن بعض من هذه التطبيقات تستطيع تحسين الذاكرة بشكل ملحوظ كما أن بعض هذه التطبيقات تستطيع إطالة فترة التركيز، استخدم بعض العلماء جهاز الرنين المغناطيسي الوظيفي كي يتسنى لهم معرفة إذا كانت التغييرات طالت الشكل التشريحي للمخ وهذا قد يكون بدوره دليلًا قويًا على كفاءة وتأثير هذه التطبيقات.

### كتب
اللغة العربية
- محمد توفيق الرخاوي (2000). أطلس تشريح الجهاز العصبي. ص. 78. ISBN:9772090627. مؤرشف من الأصل في 2021-04-21.

- علي إسماعيل عبيدة السنافي (2009). أدوية الجهاز العصبي. جامعة ذي قار. مؤرشف من الأصل في 2021-04-21.

- أيمن الشريبني. علم الأنسجة. القاهرة: دار الطيبة للنشر والتوزيع والتجهيزات العلمية. ISBN:977-6102-55-7. مؤرشف من الأصل في 2021-04-21.

اللغة الإنكليزية
- Simon, Seymour (1999). The Brain. HarperTrophy. ISBN 0-688-17060-9
- Thompson, Richard F. (2000). The Brain: An Introduction to Neuroscience. Worth Publishers. ISBN 0-7167-3226-2
- Campbell, Neil A. and Jane B. Reece. (2005). Biology. Benjamin Cummings. ISBN 0-8053-7171-0 Colledge، Nicki R.؛ Walker، Brian R.؛ Ralston، Stuart H.؛ Ralston، المحررون (2010). Davidson's Principles and Practice of Medicine (ط. 21st). Edinburgh: Churchill Livingstone/Elsevier. ISBN:978-0-7020-3085-7.
- Hall، John (2011). Guyton and Hall Textbook of Medical Physiology (ط. 12th). Philadelphia, PA: Saunders/Elsevier. ISBN:978-1-4160-4574-8.
- Larsen، William J. (2001). Human Embryology (ط. 3rd). Philadelphia, PA: Churchill Livingstone. ISBN:978-0-443-06583-5.{{استشهاد بكتاب}}:  صيانة الاستشهاد: ref duplicates default (link)
- Bogart، Bruce Ian؛ Ort، Victoria (2007). Elsevier's Integrated Anatomy and Embryology. Philadelphia, PA: Elsevier Saunders. ISBN:978-1-4160-3165-9.
- Pocock، G.؛ Richards، C. (2006). Human Physiology: The Basis of Medicine (ط. 3rd). Oxford: Oxford University Press. ISBN:978-0-19-856878-0.
- Purves، Dale (2012). Neuroscience (ط. 5th). Sunderland, MA: Sinauer associates. ISBN:978-0-87893-695-3.{{استشهاد بكتاب}}:  صيانة الاستشهاد: ref duplicates default (link)
- Squire، Larry (2013). Fundamental Neuroscience. Waltham, MA: Elsevier. ISBN:978-0-12-385870-2.{{استشهاد بكتاب}}:  صيانة الاستشهاد: ref duplicates default (link)
- Standring، Susan، المحرر (2008). Gray's Anatomy: The Anatomical Basis of Clinical Practice (ط. 40th). London: Churchill Livingstone. ISBN:978-0-8089-2371-8.

## مُلاحظات
1. ↑  على وجه التحديد عصب محرك للعين، عصب بكري، عصب ثلاثي التوائم، عصب مبعد، عصب وجهي، عصب دهليزي قوقعي، عصب بلعومي لساني، عصب مبهم، عصب إضافي وعصب تحت اللسان.[42]
2. ↑   بما في ذلك الحملقة ورد فعل القرنية ورد الفعل البلعومي وتوسيع حدقة العين استجابة للضوء.[201]
3. ↑  رسمها المهندس المعماري كريستوفر رن.[243]

## وصلات خارجية
- حقائق وأرقام الدماغ
- متى تتطابق أجهزة الكمبيوتر مع الدماغ البشري؟ – مقال هانز مورافيك.
- كيف يعمل الدماغ البشري
- كل شيء تريد معرفته عن دماغ الإنسان -مقال نيو ساينتست.
- عن الدماغ البشري!
- الفروق بين الأدمغة البشرية للإناث والذكور
- تشريح سطح الدماغ نسخة محفوظة 2 مارس 2009 على موقع واي باك مشين.